# Liste des marquisats en Espagne
 (juin 2020).

Couronne de marquis ou marquise.

En 2005 il existait 1 362 marquisats en Espagne, desquels 140 ont la Grandesse d'Espagne. Voici une liste non exhaustive contenant quelques-uns de ces marquisats:
- Haut – A
- B
- C
- D
- E
- F
- G
- H
- I
- J
- K
- L
- M
- N
- O
- P
- Q
- R
- S
- T
- U
- V
- W
- X
- Y
- Z

## A
| Titre                          | Date/année de concession | Monarque                             | Grandesse                                                          | Concessionnaire | Titulaires successifs | Titulaire actuel                                                            | Date Lettre de Succession | Autres titres                                             |
| ------------------------------ | ------------------------ | ------------------------------------ | ------------------------------------------------------------------ | --- | --- | --------------------------------------------------------------------------- | ------------------------- | --------------------------------------------------------- |
| ACAPULCO                       | 18/11/1728               | Philippe V                           |                                                                    | Mesía de la Cerda y Valdivia, D. Gonzalo José, Chevalier Capitulaire de Santiago. | | Prado y Narváez, D. Miguel del                                              | 01/07/1991                | Comte de Buelna.                                          |
| ACCADIA                        | 20/05/1667               | Charles II                           |                                                                    | Recco, D. José, Capitaine des Armées Royales. | | Dentice di Accadia y de Cesare, D. Roberto                                  | 10/12/1976                |                                                           |
| ACHA                           | 12/01/1904               | Alphonse XIII                        |                                                                    | Acha y Otañes, D. Alberto, Chevalier de l'Ordre de Calatrava; en mémoire de son père, D. Juan de Acha y Cerrajería, Fondateur de l'Institut Ophtalmologique. | En 9 de mayo de 1952 sucedió su sobrino, II. D. Eduardo de Acha y Sánchez-Arjona. En 2 de marzo de 1983 sucedió su hermano, III. D. José Luis de Acha y Sánchez-Arjona. En 12 junio de 1990 sucedió su hijo, | Acha y Rivero de Aguilar, D. José Luis de                                   | 12/06/1990                |                                                           |
| ACIALCÁZAR                     | 16/04/1666               | Charles II                           |                                                                    | Vergara y Grimón, D. Baltasar de, Seigneur de la Villa de Acialcázar, Chevalier de l'Ordre de Calatrava. | | Pinto y de Sancristóval, D. José María                                      | 24/07/2007                |                                                           |
| ADEJE                          | 15/04/1666               | Charles II                           |                                                                    | Ponte Fonte y Pajes, D. Juan Butista de, Maestre de Campo, Alcaide du Château d'Adeje, Chevalier de l'Ordre de Santiago. | | El Marqués de Ariany                                                        | 22/06/1994                |                                                           |
| ADRADA                         | 15/10/1570               | Philippe II                          |                                                                    | Cueva y Portocarrero, D. Antonio de la, co-régisseur de Cordoue. | | Figueroa y Castro, D. Lope de                                               | 15/03/1976                |                                                           |
| AGONCILLO                      | 07/06/1875               | Alphonse XIII                        |                                                                    | Frías y Salazar, D. Enrique | | López-Montenegro, D. Fernando                                               | 22/11/1949                |                                                           |
| AGRÓPOLI                       | 12/08/1617               | Philippe III                         |                                                                    | Mendoza y Aragón, D Jorge, à Naples. | |                                                                             | 24/02/2015                |                                                           |
| AGUAS CLARAS                   | 12/03/1833               | Ferdinand VII                        |                                                                    | Ponce de León Maroto, D. Antonio, ancien marquisat de San Antonio. | En 21 de enero de 1840 sucedió su nieto, II. D. Juan Antonio Ponce de León y Balzán. En 13 de marzo de 1845 sucedió su hermano, III. D. Francisco Filomeno Ponce de León y Balzán. En 31 de diciembre de 1957 por rehabilitación sucedió, V. D. Ignacio Ponce de León y Ponce de León. En 1 de febrero de 1990 sucedió, | Vildosola y Ponce de León, D. Sergio                                        | 01/02/1990                | Comte de Casa Ponce de León y Maroto.                     |
| ÁGUILA REAL                    | 04/03/1876               | Alphonse XII                         |                                                                    | Iranzo y Ferrer, D. Juan Antonio de, sénateur du royaume. | En 26 de julio de 1883 sucedió su hija, II. D.ª Isabel Iranzo y Daguerre. En 23 de marzo de 1953 sucedió su sobrino, III. D. Gonzalo de Chávarri e Iranzo. En 20 de marzo de 1975 sucedió su hijo, IV. D. Gonzalo Chávarri y Santiago Concha. En 31 de octubre de 2003 sucedió su nieto, | Chávarri Cabezudo, D. Eduardo                                               | 31/10/2003                |                                                           |
| ÁGUILA                         | 24/02/1639               | Philippe IV                          |                                                                    | Silva y Ribera, D. Juan Francisco de, V marquis de Montemayor. | | El Marqués de Montemayor                                                    | 13/11/2001                |                                                           |
| AGUILAFUENTE                   | 1572                     | Philippe II                          |                                                                    | Zúñiga y Avellaneda, D. Pedro, Seigneur de Baltanás et Aguilafuente. | | Colón de Carvajal y Gorosabel, D. Diego                                     | 24/10/1988                |                                                           |
| AGUILAR DE CAMPOO              | 1484                     | Les Rois Catholiques                 | Oui, immémoriale                                                   | Fernández Manrique de Lara, D. Garci, Canciller Mayor de Castille. | En 1506 sucedió su hijo, II. D. Luis Manrique de Lara. En 1535 sucedio su hijo, III. D. Juan Fernández Manrique. En 14 de octubre de 1553 sucedió su hijo, IV. D, Luis Fernández Manrique. En 23 de octubre de 1585 sucedió su hijo, V. D. Bernardo Manrique . En 1617 sucedió su hijo, VI. D. Juan Luis Fernández Manrique. En 27 de junio de 1653 sucedió su hijo, VII. D. Bernardo Manrique de Lara. En 30 de mayo de 1662 sucedió su primo, VIII. D. Bernardo Fernández Manrique de Lara. En 30 de octubre de 1673 sucedió su hijo, IX. D. Bernardo Fernández Manrique y Silva. En 30 de octubre de 1675 sucedió su hermana, X. D.ª Francisca Fernández Manrique y Silva. En 30 de noviembre de 1696 sucedió su hijo, XI. D. Antonio Fernández Manrique de la Cueva y Silva. En 1 de noviembre de 1709 sucedió su primo, XII. D. Mercurio López Pacheco. En 7 de junio de 1738 sucedió su hijo, XIII. D. Andrés Luis Fernández Pacheco. En 27 de junio de 1747 sucedió su hija, XIV. D.ª María Ana López Pacheco y Moscoso. En 28 de noviembre de 1768 sucedió su primo, XV. D. Pedro Alcántara Pérez de Guzmán el Bueno. En 6 de enero de 1779 sucedió su tío, XVI. D. Felipe López Pacheco y la Cueva. En 24 de julio de 1798 sucedió, XVII. D. Diego Ventura Guzmán y Vergara. En 18 de diciembre de 1848 sucedió su hijo, XVIII. D. Diego Isidro Guzmán de la Cerda. En 17 de diciembre de 1850 sucedió su hijo, XIX. D. Isidro Zararías Guzman de la Cerda. En 27 de octubre de 1871 sucedió su sobrina, XX. D.ª María del Pilar Zavala Guzmán. En 14 de febrero de 1916 sucedió su hija, XXI. D.ª Pilar García Sancho y Zavala. En 16 de noviembre de 1917 sucedió su hijo, XXII. D. Juan Travesedo y García Sancho. En 30 junio de 1952 por cesión, sucedió su hija, XXIII. D.ª Pilar Travesedo y Martínez de las Rivas. En 18 de noviembre de 2011 por cesión, socedió su hija,                  | Morenas y Travesedo, D.ª María del Pilar                                    | 18/11/2011                |                                                           |
| AGUILAR DE VILAHUR             | 26/10/1715               | Charles Quint                        |                                                                    | Aguilar y Oluja, D. José, Colonel des Armées Royales. Réhabilité le 24 mai 1924 par D. Juan Fabra de Sentmenat. | En 11 de julio de 1854 sucedió, II. D.ª Josefa Maria de Benavides y López de Carvajal. En 19 de agosto de 1871 sucedió, III. D. D. Antonio José Escavias de Carvajal y Benavides. En 1916 sucedió, sucedió su hijo, IV. D. Manuel María Benavides y Chacón. En 1923 sucedió su hijo, V. D. Manuel María Benavides y Chacón. En 21 de diciembre de 1956 sucedió su hijo, | El Marqués de Alella                                                        | 04/01/1961                |                                                           |
| AGUILAR                        | 02/06/1761               | Charles III                          |                                                                    | Fernández de Córdoba Alagón, D. Francisco, comte de Sástago. | | Escrivá de Romaní y de Miguel, D. Alfonso                                   | 25/05/1983                |                                                           |
| ÁGUILAS                        | 30/12/1991               | Juan Carlos Ier                      |                                                                    | Escámez López, D. Alfonso, président du Banco Central, gouverneur de la Banque d'Espagne. | En 2 de diciembre de 2012 sucedió su sobrino, | Escámez Torres, D. Alfonso                                                  | 02/12/2010                |                                                           |
| AHUMADA                        | 17/04/1764               | Charles III                          |                                                                    | Vera y Leiva, D.ª Catalina | | Chico de Guzmán y Girón, D. Diego                                           | 25/02/1966                |                                                           |
| ALAMEDA DE MENDOZA             | 04/07/1769               | Charles III                          |                                                                    | Mendoza y Moscoso, D. Juan, gouverneur de la Serena. | | Mendoza y Tous de Monsalve, D.ª Antonia                                     | 23/07/2012                |                                                           |
| ALA                            | 30/09/1638               | Philippe IV                          |                                                                    | Zapata de Mendoza Riederer de Paar, D. Antonio, seigneur du fief de la Alameda, chevalier de l'Ordre de Santiago. | | El Duque de Fernán-Núñez, G. de E.                                          | 06/04/1956                |                                                           |
| ALAMEDA                        | 16/12/1761               | Charles III                          |                                                                    | Urbina y Ruiz de Zurbano, D. Bartolomé José, procureur général de la province d'Álava. | En 4 de septiembre de 1775 sucedió su nieto, II. D. Ramón María de Urbina y Gaytán de Ayala. Sucedió, III. D.ª María Luisa Urbina y Salazar. En 1825 sucedió, IV. D. Francisco Javier Ortés de Velasco. En 13 de noviembre de 1900 sucedió su sobrino, V. D. José María de Zavala y Ortés de Velasco. En 31 de marzo de 1918 sucedió su hija, VI. D.ª María del Pilar de Zavala y Ortíz de Bustamante. En 18 de enero de 1952 sucedió su hijo, VII. D. Ramón de Verástegui y Zavala. En 7 de enero de 1987 sucedió su hijo, | El Conde de Villafuertes                                                    | 07/01/1987                |                                                           |
| LOS ÁLAMOS DEL GUADALETE       | 23/07/1685               | Charles II                           |                                                                    | Lila Colarte y Valdés, D. José de, chevalier de l'Ordre de Calatrava, régisseur perpétuel du royaume. | | Romero-Valdespino y Goytia, D.ª Gema                                        | 04/12/1996                |                                                           |
| ÁLAVA                          | 02/09/1875               | Alphonse XIII                        |                                                                    | Zulueta y Amondo, D. Juan de, colonel des volontaires de La Havanne, régisseur, maire et sénateur du royaume pour La Havanne. | En 1879 sucedió su hijo, II. D. Salvador de Zulueta y Samá. En 20 de agosto de 1915 sucedió su hijo, III. D. Narciso de Zulueta y Martos. En 15 de julio de 1975 sucedió, IV. José Fernández de Lascoiti y Zulueta. En 24 de enero de 1986 sucedió su sobrina, | Fernández de Lascoiti y Franco, D.ª Fabiola                                 | 24/01/1986                | Baronne de Spínola et de la Andaya.                       |
| ALBAICÍN                       | 16/08/1911               | Alphonse XIII                        |                                                                    | Pérez del Pulgar y Ramírez de Arellano, D. Cristóbal, Maestrante de Granada, député des Cortes. | En 3 de febrero de 1956 sucedió su hijo, II. D. Cristóbal Ignacio Pérez del Pulgar y Alba. En 6 de septiembre de 1996 sucedió su hija, | Pérez del Pulgar y Morenés, D.ª María del Pilar                             | 06/09/1996                |                                                           |
| ALBASERRADA                    | 31/05/1693               | Charles II                           |                                                                    | Dávila Toledo y Guzmán, D. Diego, chevalier de l'Ordre de Calatrava. | | El Marqués de Taracena                                                      | 04/12/2003                |                                                           |
| ALBAYDA                        | 08/02/1605               | Philippe III                         | Oui, le 19 novembre 1771 par Charles III                           | Milán de Aragón y Coloma, D. Cristóbal, Barón de Otos, de Misena y de Torralba. comte d'Albayda. | | Pérez de Herrasti y Narváez, D. Ramón                                       | 01/06/1998                | Marquis de la Conquista, Comte d'Antillón et de Padul.    |
| ALBIS                          | 12/08/1651               | Philippe IV                          |                                                                    | Manca y Guiso, D. Antonio, noble de Sardaigne. | | El Conde de Crecente                                                        | 14/08/1999                |                                                           |
| ALBO                           | 22/04/1814               | Ferdinand VII                        |                                                                    | Villanueva y Oyagüe, D. Manuel, brigadier des armées royales, capitaine des grenadiers. | En 4 de marzo de 1850 sucedió, II. D. Francisco de Paula Melgarejo y Montes de Oca. En 22 de julio de 1965 por rehabilitación, sucedió, III. D. Luciano Albo y Candina. En 5 de mayo de 1979 sucedió su hijo, | Albo y Álvarez, D. Luciano                                                  | 05/05/1979                |                                                           |
| ALBOLODUY                      | 12/12/1863               | Isabelle II                          |                                                                    | Fernández de Córdoba y Álvarez de las Asturias Bohórques, D.ª Elvira | En 28 de octubre de 1918 sucedió su sobrino, II. D. Joaquín Fernández de Córdoba y Osma. En 15 de abril de 1920 sucedió su hijo, III. D. Rafael Alonso Fernández de Córdova y Mariátegui. En 1993 por rehabilitación sucedió, IV. D. Gonzalo Alfonso Fernández de Córdova y Larios. En 10 de enero de 1997 por distribución, sucedió su hijo, | Fernández de Córdoba y Hohenlohe, D. Fernando                               | 10/01/1997                |                                                           |
| ALBOLOTE                       | 20/05/1643               | Philippe IV                          |                                                                    | Queralt y Alagón, D. Dalmáu de, seigneur d'Albolote. | | El Marqués de Bendaña, G. de E.                                             | 18/11/2011                |                                                           |
| ALBORÁN                        | 01/04/1950               | Franco                               |                                                                    | Moreno y Fernández, D. Francisco, amiral de l'Armada. | En 23 de enero de 1953 sucedió su hijo, II. D. José Moreno de Reyna. En 3 de noviembre de 1982 sucedió su hijo, | Moreno de Alborán y de Vierna, D. Francisco                                 | 03/11/1982                |                                                           |
| ALBORROCES                     | 13/05/1871               | Amédée Ier                           |                                                                    | Martel y Fernández de Córdoba, D.ª Elisa, première dame d'honneur d'Isabelle II. | En 1915 sucedió su hijo, II. D. Martín Rosales y Martel. En 20 de mayo de 1955 sucedió su sobrino, III. D. José Martel y Cárdenas. En 24 de septiembre de 1975 sucedió su hijo, | El Conde de Torres Cabrera, con G. de E.                                    | 24/09/1975                |                                                           |
| ALBRANCA                       | 20/12/1797               | Charles IV                           |                                                                    | Martorell y Gomila, D. Gabino, noble du Royaume de Majorque. | Sucedió, II. D. José Martorell y Olives. En 1837 sucedió III. D. Gabino Joaquín Martorell y Martorell. En 29 de noviembre de 1887 sucedió, IV. D. Gabino Martorell y Fivaller. En En 10 de octubre de 1893 sucedió su hijo, V. D. Ricardo Martorell y Fivaller. En 22 de marzo de 1910 sucedió su hijo, VI. D. Gabino Martorell y Téllez-Girón. En 6 de diciembre de 1920 sucedió su hermano, VII. D. Francisco de Borja Martorell y Téllez-Girón. En 13 de julio de 1951 sucedió su hija, VIII. D.ª María de la Soledad Martorell y Castillejo. En 13 de febrero de 1990 por distribución sucedió su hijo, D. Gabino Martorell Téllez Girón.Por defunción de su hermano, sucedió. En 6 de diciembre de 1920 sucedió, D. Francisco de Borja Martorell y Téllez Girón. | Soto y Martorell, D. Manuel de                                              | 13/02/1990                |                                                           |
| ALBUDEYTE                      | 31/08/1711               | Philippe V                           | Oui, le 13 décembre 1910 par Alphonse XIII                         | Puxmarín y Fajardo, D. José de, comte de Montalegre | | Lastra y Rubio, D. José Ramón de la                                         | 26/04/1976                |                                                           |
| ALCALÁ DE LA ALAMEDA           | 30/01/1574               | Philippe II                          |                                                                    | López-Pacheco Portocarrero, D. Pedro, chevalier de l'Ordre de Santiago. | | Vacante por fallecimiento de la Duquesa de Medinaceli.                      | 27/01/1959                |                                                           |
| ALCÁNTARA DEL CUERVO           | 13/05/1667               | Mariana de Austria                   |                                                                    | Villavicencio y Mesía, D. Agustín de, chevalier de l'Ordre de Calatrava. | | Villavicencio-Margheri Neumann, D. Benedit de                               | 27/05/2008                |                                                           |
| ALCAÑICES                      | 15/12/1533               | Charles I                            | Oui, le 10 mai 1640 par Philippe IV                                | Enríquez de Almansa, D. Francisco, seigneur d'Alcañices. | | El Duque de Alburquerque, G. de E.                                          | 28/11/1994                |                                                           |
| ALCEDO                         | 17/03/1891               | Marie-Christine d'Autriche (régente) | Oui, le 7 mars 1925 par Alphonse XIII                              | Quiñones de León y de Francisco Martín, D. Fernando, marquis de San Carlos, chevalier de l'Ordre souverain de Malte. | En 2 de junio de 1950, Sucedió su nieto, II. D. Fernando Christophersen y Quiñones de León. En 24 de enero de 1986 sucedió su hija, | Christophersen y Vela, D.ª María Magdalena                                  | 24/01/1986                | Comtesse de Bañuelos.                                     |
| ALCONCHEL                      | 23/08/1637               | Philippe IV                          |                                                                    | Meneses y Silva, D. Fernando, chevalier de l'Ordre de Santiago. | | Queralt y Aragón, D.ª María del Pilar de                                    | 25/11/2009                |                                                           |
| ALDAMA                         | 06/04/1893               | Marie-Christine d'Autriche (régente) | Oui, le 27 juin 1922 par Alphonse XIII                             | Ussía y Aldama, D. Luis, député des Cortes, sénateur du royaume. | En 24 de agosto de 1908 sucedió su hjo, II. D. Francisco de Ussía Cubas. En 1935 sucedió su hija, III. D.ª María del Pilar Ussía y Díez de Ulzurrun. En 12 de julio de 1957 sucedió su hijo, IV. D. Alfonso Castillejo y Ussía. En 3 de diciembre de 1980, sucedió su hijo, | El Conde de Floridablanca, G. de E.                                         | 03/10/1980                |                                                           |
| ALEDO                          | 03/03/1897               | Marie-Christine d'Autriche (régente) |                                                                    | Vergara y Pérez de Aranda, D. Mariano, docteur en Droit, philosophie et Lettres, académicien en Histoire, sénateur du royaume. | Autorizado para designar sucesor, en 9 de septiembre de 1912 sucedió su mujer, II. D.ª Josefa Calderón y Montalvo. En 22 de abril de 1912 sucedió su hermana, III. D.ª Fernanda Calderón y Montalvo. En 25 de junio de 1918 sucedió su hija, IV. Dº María Teresa Garralda y Calderón. En 8 de diciembre de 1965 sucedió su hijo, V. D. Ignacio Herrero y Garralda. En 10 de mayo de 2000 sucedió su hijo, | Herrero Álvarez, D. Ignacio                                                 | 10/05/2000                |                                                           |
| ALELLA                         | 03/06/1889               | Marie-Christine d'Autriche (régente) |                                                                    | Fabra y Fontanills, D. Camilo, sénateur du royaume et maire de Barcelone. | En 5 de noviembre de 1902 sucedió su hijo, II. D. Fernando Fabra y Puig. En 27 de enero de 1959 sucedió su nieta, III. D.ª María Eugenia Fabra y Boada. En 12 de mayo de 1967 sucedió su hijo, | Peláez Fabra, D. Juan                                                       | 12/05/1967                | Marquis d'Aguilar de Vilahur.                             |
| ALENQUER                       | 13/10/1616               | Philippe III                         |                                                                    | Silva y Mendoza, D. Diego de, vice-roi du Portugal, chevalier de l'Ordre de Calatrava. | | Barber y Gómez-Medeviela, D.ª María José                                    | 19/10/1993                |                                                           |
| ALFARRÁS                       | 12/07/1702               | Philippe V                           |                                                                    | Rivas Boxadors y Vallgonera, D. Pedro de, seigneur d'Alfarrás. | | Desvalls Leonori, D.ª María Soledad                                         | 14/05/2015                |                                                           |
| ALGABA                         | 15/04/1658               | Philippe IV                          |                                                                    | Guzmán y Manrique, D. Francisco de, Señor de la Algaba, chevalier de l'Ordre de Calatrava. | | El Duque de Alba de Tormes, G. de E.                                        | 10/09/2015                |                                                           |
| ALGARA DE GRES                 | 23/12/1875               | Alphonse XII                         |                                                                    | Calderón de la Barca y Herce, D. Manuel, en memoria de su padre D. Ángel Calderón de la Barca, Presidente del Tribunal Supremo, Ministro de Estado y de la Gobernación, y Senador del Reino. | En 1902 sucedió su sobrino, Il. D. Pedro Calderón de la Barca y Ceruelo. En 15 de marzo de 1950 sucedió su hijo, III. D. Pedro Calderón de la Barca y Mélida. En 8 de enero de 1981 sucedió su nieta, | Calderón de la Barca y de Vicente, D.ª María Lourdes                        | 08/01/1981                |                                                           |
| ALGARINEJO                     | 11/06/1689               | Charles II                           |                                                                    | Lisón y Fernández de Córdoba, D. Juan Antonio, Regidor Perpetuo de Motril y Loja, Caballero de la Orden de Santiago. | | Puerta y Vega, D. Alejandro de la                                           | 08/11/1991                |                                                           |
| ALGECILLA                      | 1445                     | Jean II de Castille                  |                                                                    | Hurtado de Mendoza y de la Cerda, D. Diego. I Marqués de Santillana Hurtado de Mendoza de la Cerda, Don Diego, I Marqués de Santillana. Confirmada la concesión el 24 de agosto de 1574 al Primer Duque de Francavilla. Rehabilitado en 28 de enero de 1891 por D. Fernando de Arteaga de Silva Carvajal y Téllez-Girón. | | Vacante por fallecimiento del Marqués de la Habana, G. de E.                | 06/04/1956                |                                                           |
| ALGINET                        | 27/12/1910               | Alphonse XIII                        |                                                                    | Escrivá de Romaní y de la Quintana, D. Manuel, Académico de Bellas Artes, Senador del Reino. | En 23 de mayo de 1922 sucedió su hijo, II.D. Fermín Escrivá de Romaní y Muguiro. En 8 de marzo de 1950 sucedió su hija, III.D.ª María de las Nieves Escrivá de Romaní y Morenés. En 16 de marzo de 1999 sucedió por cesión su hijo, | Perinat y Escrivá de Romaní, D. Jaime                                       | 16/03/1999                |                                                           |
| ALGORFA                        | 06/05/1762               | Charles III                          |                                                                    | Ruiz-Dávalos y Rosell, D. Francisco, Brigadier de los Reales Ejércitos. | | Rojas y de Cárdenas, D. Pascual de                                          | 06/06/1983                | Marquis de Dos Aguas.                                     |
| ALHAMA                         | 09/12/1864               | Isabelle II                          |                                                                    | Ligués y Bardají, D. Tomás de, Ministro Plenipotenciario, Senador del Reino. | En 5 de agosto de 1883 sucedió su hija, II. D.ª Joaquina Ligués y Bález. En 15 de abril de 1961 por rehabilitación sucedió, III. D. José Ramón de Chávarri y del Rivero. En 20 de octubre de 1989 sucedió su hija, | Chávarri y Gómez, D.ª Cristina                                              | 20/10/1989                |                                                           |
| ALHENDÍN DE LA VEGA DE GRANADA | 15/07/1798               | Charles IV                           |                                                                    | Altamirano y Chacón Carvajal, D. José. R. D., en 11 de abril de 1710 a su bisabuelo D. José-Gregorio de Altamirano y Carvajal. | | Alaminos y de Ferrater, D. Daniel de                                        | 16/12/1997                |                                                           |
| ALHUCEMAS                      | 05/01/1911               | Alphonse XIII                        | Oui, le 15 décembre 1913 par Alphonse XIII                         | García-Prieto, Don Manuel, Ministro de Estado, Gobernación y Gracia y Justicia, Presidente del Consejo de Ministros, Senador del Reino, Académico de Ciencias Morales y Políticas. | En 7 de octubre de 1952 sucedió su hija, II. D.ª Avelina García-Prieto y Montero-Ríos. En 27 de septiembre de 1963 sucedió su hijo, III. D. Manuel Sainz de Vicuña y García Prieto. En 2015 sucedió su hijo, | Sainz de Vicuña Melgarejo, D. Manuel                                        | 24/02/2015                |                                                           |
| ALMAGUER                       | 10/05/1864               | Isabelle II                          |                                                                    | Matheu Arias-Dávila, D.ª María Teresa, hija de los Condes de Puñonrostro. | Autorizada para designar sucesor, en 12 de noviembre de 1890 sucedió, II. D.ª Rosalía Matheu y Bernaldo de Quirós. En 19 de junio de 1929 sucedió, III. D.ª María del Carmen Manzanos y Matheu. En 23 de diciembre de 1984 en ejecución de sentencia, sucedió, IV. D. José Antonio de Manzanos y de Escosura. En 2003 sucedió su hijo, IV. D. Alejandro de Manzanos Guinot, En 1 de julio de 2005 por cesión sucedió su hermana, | Manzanos Guinot, D.ª Ángela de                                              | 01/07/2005                |                                                           |
| ALMANZORA                      | 05/09/1872               | Amédée Ier                           |                                                                    | Abellán y Peñuela, D. Antonio, Diputado a Cortes. | En 28 de abril de 1904 sucedió su hijo, II. D. Antonio María Abellán y Casanova. En 24 de febrero de 1989 sucedió, | Abellán y Marichalar, D. José Antonio                                       | 24/02/1989                | Comte d'Algaida.                                          |
| ALMARZA                        | 22/04/1686               | Charles II                           |                                                                    | Guzmán y Anaya, D. Gaspar de, Diputado a Cortes. | | El Marqués de Cerralbo, G. de E.                                            | 06/04/1983                |                                                           |
| ALMAZÁN                        | 1575                     | Philippe II                          |                                                                    | Hurtado de Mendoza y Fajardo, D. Francisco, Señor de Almazán, Virrey de Navarra, Caballero de la Orden de Santiago. | | Castellano y Barón, D.ª María de las Nieves                                 | 12/02/1987                |                                                           |
| ALMEIRAS                       | 01/02/1780               | Charles III                          |                                                                    | Zuazo y Mondragón, D. Antonio Vicente, Regidor Perpetuo de la Coruña, Caballero de la Orden de Carlos III. | Sucedió, II. Antonio Suazo y Jiménez de Cisneros, Sucedió, III. Santiago Zuazo de Mondragón y Fajardo, En 18 de abril de 1847 sucedió, IV. Joaquín Zuazo y Mondragón. En 25 de agosto de 1871 sucedió, V. Juan Ignacio Zuazo del Mondragón y Rendón. En 8 de agosto de 1924 por rehabilitación, sucedió, VI. D. Evaristo Martelo y Pauman de Nero. En 23 de octubre de 1928 sucedió su hijo, VII. D. Ramón Martelo y de la Maza. En 30 de diciembre de 1961 sucedió, VIII. D. Luis Quintas Goyanes. En 9 de febrero de 1995 (BOE) sucedió, IX. D. Carlos Enrique Quintas Vázquez. En 6 de septiembre de 1996 en ejecución de sentencia, sucedió, X. D.ª María de los Ángeles Martelo Allende. En 1 de septiembre de 2005 por cesión, sucedió su hijo, | Martelo de la Maza y García, D. Marcial                                     | 01/09/2005                |                                                           |
| ALMENARA                       | 1587                     | Philippe II                          |                                                                    | Mendoza y Manrique de Luna, D. Diego de, Caballero de la Orden de Santiago. | En 14 de diciembre de 1852 sucedió, II. D. Juan Antonio Fivaller y Taberner. En 22 de octubre de 1875 sucedió, III. D. Juan Antonio Martorell y Fivaller. En 15 de noviembre de 1886 sucedió su hermano, IV D. Gabino Martorell y Fivaller. En 1893 sucedió su hermano, V. D. Ricardo Martorell y Fivaller. En 1910 sucedió, VI. D. Gabino Martorell y Téllez-Girón. En 18 de octubre de 1920 (R. D.) sucedió su hermano, VII. D. Francisco de Borja de Martorell y Téllez-Girón. En 13 de julio de 1951 sucedió su hija, | Álvarez de las Asturias Borhorques y Silva, D.ª María del Pilar             | 19/11/1998                | Comte de Torrepalma.                                      |
| ALMENARA                       | 11/07/1623               | Philippe IV                          |                                                                    | Portocarrero y Manrique, D. Luis Antonio, Caballero de la Orden de Santiago. | | Martínez de Irujo y Hohenlohe-Langenburg, D. Javier                         | 10/09/2015                |                                                           |
| LAS ALMENAS                    | 06/07/1860               | Isabelle II                          |                                                                    | Riquelme y Arce, D. Antonio. R. Des., en 18 de noviembre de 1861 a su madre, D.ª Josefa Arce y Núñez Flores. | En 18 de noviembre de 1861 sucedió su madre, II. D.ª Josefa Arce y Núñez Flores. En 23 de octubre de 1865 sucedió su hija, III. D.ª María Teresa Riquelme y Arce. En 9 de octubre de 1880 sucedió, IV. D. Alfonso de Bustos y Bustos. En 27 de mayo de 1929 sucedió su nieta, V. D.ª Casilda de Bustos y Figueroa. En 31 diciembre de 1957 por cesión, sucedió su hijo, | El Marqués de Salinas del Río Pisuerga                                      | 31/12/1957                |                                                           |
| ALMENDARES                     | 14/12/1842               | Baldomero Espartero (Régent)         |                                                                    | Herrera y O'Farril, D. Miguel Antonio, Teniente Coronel, Caballero de la Orden de Santiago. | En 1852 sucedió su hermano, II. D. Ignacio José de Herrera y O'Farrill. En 27 de diciembre de 1910 sucedió su nieta, III: Dª Ana María Andrea Valdés y Herrera. En 1984 por rehabilitación sucedió, IV. D.ª Serafina Diago y de Cárdenas. En 26 de julio de 1989 sucedió su nieto, | Freyre y Gómez, D. Miguel Mariano                                           | 26/07/1989                |                                                           |
| ALMODÓVAR DEL RÍO              | 13/05/1667               | Charles II                           |                                                                    | Ximénez de Góngora y Castillejo, D. Juan Francisco, Veinticuatro de Córdoba, Caballero de la Orden de Calatrava. | | Carvajal y Hoyos, D. Jaime                                                  | 16/11/2015                |                                                           |
| ALMONACID DE LOS OTEROS        | 04/09/1663               | Philippe IV                          |                                                                    | Homodei Pacheco, D. Carlos Manuel, Virrey de Valencia, Comendador Mayor de la Orden de Cristo en Portugal. El Real Decreto a doña Leonor de Portugal, Dama de la Reina, en 29 de junio de 1629. | | El Duque de Fernán-Núñez, G. de E.                                          | 02/06/1973                |                                                           |
| ALMONACIR                      | 25/10/1626               | Philippe IV                          |                                                                    | Ximénez de Urrea, D. Antonio, Señor del Val de Almonacir, Virrey de Cerdeña. | | El Duque de Fernán-Núñez, G. de E.                                          | 06/04/1956                |                                                           |
| ALONSO MARTÍNEZ                | 12/06/1891               | Marie-Christine d'Autriche (régente) |                                                                    | Martínez y Baraya, D.ª Demetria, en memoria de su esposo, D. Manuel Alonso-Martínez, Ministro de la Corona, Presidente del Congreso de los Diputados, Gobernador de Madrid. | En 5 de mayo de 1903 sucedió su hijo, II. D. Vicente Alonso-Martínez y Martín. En 20 de julio de 1950 sucedió su hijo, III. D. Manuel Alonso-Martínez y Bea. En 18 de noviembre de 1971 sucedió su hijo, | Alonso-Martínez y Grisone, D. Manuel                                        | 18/11/1971                |                                                           |
| ALONSO-PESQUERA                | 22/06/1896               | Marie-Christine d'Autriche (régente) |                                                                    | Alonso-Pesquera del Barrio, D. Teodosio, Diputado a Cortes y Senador del Reino. | En 30 de julio de 1900 sucedió su hijo, II. D. Millán Alonso y Pombo. En 2 de junio de 1971 sucedió su hijo, III. D. José Alonso-Pesquera y Cendra. En 22 de junio de 1994 sucedió su hija, IV. D.ª María Cristina Alonso-Pesquera y Ontana. En 16 de noviembre de 2015 por cesión, sucedió su hijo, | Alonso-Pesquera Álvarez, D. Teodosio Emilio                                 | 16/11/2015                |                                                           |
| ALÓS                           | 14/12/1864               | Isabelle II                          |                                                                    | Alós y López de Haro, D. Luis-Carlos de, Maestrante de la Real de Valencia. | En 1 de agosto de 1867 sucedió su hijo, II. D. José Joaquín de Alós y Martín. en 30 de diciembre de 1901 sucedió su hijo, III. D. Enrique de Alós y Mateu. En 14 de abril de 1956 sucedió su hijo, IV. D. Luis de Alós y Huelin. en 1 de septiembre de 1993 sucedió su hijo, | Alós Martín, D. Ignacio José de                                             | 01/09/1993                | Baron de Balsareny.                                       |
| ALQUIBLA                       | 02/12/1890               | Marie-Christine d'Autriche (régente) |                                                                    | Roca de Togores y Aguirre-Solarte, D. Alfonso, Senador del Reino, Maestrante de Granada, Caballero de la Orden de Calatrava. | En 7 de marzo de 1926 sucedió su hijo, II. D. Alfonso Roca de Togores y Pérez del Pulgar. En 28 de julio de 1976 sucedió su hija, | Roca de Togores y Pérez Seoane, D.ª María Rosa                              | 28/07/1976                |                                                           |
| ALTA GRACIA                    | 15/11/1876               | Alphonse XII                         |                                                                    | Alés y Escobar, D. Juan, Gobernador Civil de la Habana. | En 18 de octubre de 1920 sucedió su sobrina, II. D.ª María Amparo Alés y Quintana. En 31 de diciembre de 1957 sucedió su sobrino, III. D. Antonio Alés Reinlein. En 5 de marzo de 1982 sucedió su hermano, IV. D. José María Alés Reinlein. En 28 de marzo de 2006 sucedió su sobrino, V. D. Ignacio Javier Jofré y Alés. En 30 de marzo de 2012 sucedió su hija, | Jofré Ocampo, D.ª Aurora                                                    | 30/03/2012                |                                                           |
| ALTAMIRA DE PUEBLA             | 24/05/1710               | Philippe V                           |                                                                    | Ortiz de Cazqueta y Ballesteros, D. Bartolomé, como Marqués de Altamira, Caballero de la Orden de Santiago. La actual denominación data del 16 de marzo de 1956. | | Manglano y Baldoví, D. Gonzalo                                              | 06/12/1957                |                                                           |
| ALTAMIRA                       | 23/12/1704               | Philippe V                           |                                                                    | Sánchez de Tagle y de la Rasa, D. Luis, Caballero de la Orden de Alcántara. | | O' Donnel y Armada, D. Carlos                                               | 16/06/2006                |                                                           |
| ALTARES                        | 09/06/1860               | Isabelle II                          |                                                                    | Inguanzo y Porres, D. Pedro, Senador del Reino. | En 8 de septiembre de 1876 sucedió, II. D. ª María Teresa Estrada Inguanzo y Álvarez. En 27 de enero de 1879 sucedió, III. D.ª María de la Consolación Porres y Mendoza. En 24 de diciembre de 1903 sucedió su hija, IV. D.ª María de la Consolación Bustillo y Mendoza. En 11 de abril de 1904 sucedió, V. D. José María Bernaldo de Quirós y Bustillo. En 17 de diciembre de 1968 sucedió, VI D.ª Beatriz Muñoz San Pedro y Flores de Lizaur. En 7 de marzo de 2002 por distribución sucedió su hijo, | Rueda y Muñoz de San Pedro, D. Antonio                                      | 07/03/2002                |                                                           |
| ALVENTOS                       | 24/02/1761               | Charles III                          |                                                                    | Rojas y Contreras, D. José de, Veinticuatro de Sevilla, Caballero de la Orden de Calatrava. | Sucedió, II. D. Antonio de Rojas y Prieto. Sucedió su hijo, III. D. José de Rojas y Ponce de León. En 1934 sucedió su hijo, IV. D. Antonio Rojas y Aguayo. En 7 de mayo de 1872 sucedió su hijo, V. D. Ricardo Rojas y Porras. En 14 de noviembre de 1900 sucedió su hijo, VI. D. José María Rojas y Ezpeleta. En 30 de marzo de 1951 sucedió su hija, VII. D.ª Narcisa de Rojas y Brieva. En 16 de junio de 1991 (BOE.) sucedió su hijo, VIII. D. Alfonso de Medina y de Rojas. En 22 de junio de 1994 sucedió su hijo, | El Marqués de la Peñuela                                                    | 22/06/1994                |                                                           |
| LAS AMARILLAS (es)             | 19/05/1747               | Ferdinand VI                         |                                                                    | Ahumada Villalón, D. Francisco Pablo de, Coronel del Cuerpo de Granaderos. R.D. en 28 de mayo de 1746 | | Chico de Guzmán Boyer, D. Álvaro                                            | 13/01/2015                |                                                           |
| EL AMPARO                      | 20/11/1852               | Isabelle II                          |                                                                    | Mencos Manso de Zúñiga, D. Manuel, Teniente Coronel del Real Cuerpo de Guardias Alabarderos. | En 16 de junio de 1875 sucedió, II. D. Carlos Mencos y Ezpeleta. En 3 de marzo de 1910 sucedió su hermano, III. D. Manuel Mencos y Ezpeleta. En 9 de octubre de 1959 sucedió su hijo, IV. D. Carlos Mencos y Bosch. En 16 de julio de 2009 sucedió su hijo, | Mencos Pascual, D. Manuel                                                   | 16/07/2009                |                                                           |
| AMPOSTA                        | 04/04/1895               | Marie-Christine d'Autriche (régente) |                                                                    | Ferraz y Canicia, D. Rafael, Caballero la Orden de San Juan de Jerusalén. | En 26 de noviembre de 1915 sucedió su hijo, II. D. Eugenio Ferraz y Alcalá-Galiano. En 1951 sucedió su hermana, III. D.ª Isabel Ferraz y Alcalá-Galiano. En 26 de abril de 1957 sucedió, IV. D. José Ferraz Penelas. En 31 de diciembre de 1959 sucedió, V. D. José Ferraz Cuadrado. En 15 de diciembre de 2004 por cesión sucedió su hijo, | Ferraz Español, D. José María                                               | 15/12/2004                |                                                           |
| AMURRIO                        | 24/01/1919               | Alphonse XIII                        |                                                                    | Urquijo y Ussía, D. Luis de, Diputado a Cortes, Mayordomo de semana de S. M., Caballero de la Orden de San Juan de Jerusalén. | En 26 de abril de 1957 sucedió su hijo, II. D. Ángel de Urquijo y Losada.En 28 de octubre de 1997, sucedió su hijo, III. D. Ángel Urquijo y Quiroga. En 14 de octubre de 2011 sucedió su hijo, | Urquijo Fernández de Córdoba, D. Ángel                                      | 14/10/2011                |                                                           |
| ANDÍA                          | 20/02/1695               | Charles II                           |                                                                    | Ramírez de Baquedano, D. Diego, con la denominación de San Martín de Amescoa, en 25 de diciembre de 1690. | | Sainz y Ramírez de Saavedra, D. Álvaro                                      | 24/01/1972                |                                                           |
| ANGLESOLA                      | 02/04/1645               | Philippe IV                          |                                                                    | Dalmáu de Rocaberti, D. Ramón, Señor de Anglesola, Conde de Peralada, Vizconde de Rocaberti. | | Sagarra y Cotoner, D.ª María del Lluch de                                   | 05/02/2001                |                                                           |
| ANGULO                         | 16/01/1733               | Philippe V                           |                                                                    | Angulo y Ramírez de Arellano, D. Carlos de, Corregidor de Jerez de la Frontera, Caballero de la Orden de Santiago. | | Silva y Escrivá de Romaní, D. José Javier de                                | 09/12/1999                |                                                           |
| ANTELLA                        | 22/09/1649               | Philippe IV                          |                                                                    | Palavicino y Pieramonte, D. Nicolás de | | Sánchez y Peiró, D. Juan Carlos                                             | 06/03/1998                |                                                           |
| AÑAVETE                        | 23/03/1696               | Charles II                           |                                                                    | Arias, D.ª Ana María, en recocimiento a los méritos de su tío, D. Manuel Arias, Gobernador del Supremo Consejo de Castilla. | | El Conde de Valdeparaíso                                                    | 14/07/2011                |                                                           |
| APARTADO                       | 27/08/1772               | Charles III                          |                                                                    | Fagoaga y Ardiqueta, D. Francisco, Coronel de Infantería, Caballero de la Orden de Santiago. | | Campero y Jiménez, D. Manuel                                                | 09/10/1990                |                                                           |
| APEZTEGUÍA                     | 30/06/1893               | Marie-Christine d'Autriche (régente) | Oui, le 18 septembre 1893 par Marie-Christine d'Autriche (régente) | Apezteguía y Tarafa, D. Julio de, Ingeniero de la Escuela Central de Barcelona, Diputado a Cortes, Ingeniero. | En 20 de octubbre de 1924 sucedió una sobrina nieta del I Marqués, II. D.ª María Inés de Sanjuanena y Fontagud. En 9 de febrero de 1994 sucedió su sobrino, III. D. Jaime Parladé y Sanjuanena | Vacante por fallecimiento de D. Jaime Parladé y Sanjuanena                  |                           |                                                           |
| ARACENA                        | 18/08/1917               | Alphonse XIII                        |                                                                    | Sánchez-Dalp y Calonge, D. Javier, Senador del Reino, Diputado a Cortes, Gentilhombre de Semana de S. M. | El 7 de diciembre de 1952, sucedió su hijo, II. D. Francisco Javier Sánchez- Dalp y Marañón. En 9 de diciembre de 1983, sucedió su sobrino, III. D. Francisco Javier Sánchez-Dalp y Leguina. En 9 de junio de 2004 sucedió su hermana, IV. D.ª Ana María Sánchez-Dalp y Leguina. En 9 de julio de 2013 sucedió su hijo, | Fernández-Palacios, Sánchez-Dalp, D. Pedro                                  | 09/07/2013                | Comte de Torres de Sánchez-Dalp, Baron de la Vega de Hoz. |
| ARANDA                         | 18/03/1710               | Philippe V                           |                                                                    | Aranda y Quintanilla, D. Francisco de, Superintendente General de la Justicia Militar de Flandes, Alcalde de Casa y Corte, del Consejo y Cámara de Castilla, Caballero de la Orden de Santiago. | | La Señora de la Casa de Rubianes                                            | 25/05/2009                |                                                           |
| ARCICÓLLAR,                    | 13/05/1680               | Charles II                           |                                                                    | Fernández de Córdoba y Santillán, D.ª Luisa, con el Vizcondado previo de Arcicóllar. | | Fernández-Villaverde y de Silva, D. Rafael                                  | 17/07/1985                |                                                           |
| EL ARCO HERMOSO                | 27/01/1757               | Ferdinand VI                         |                                                                    | Arco y Soldevilla, D. Francisco Javier del, Decano de la Real Casa de Contratación de Indias, Caballero de la Orden de Santiago. | | Romero y Parias, D. Alejandro                                               | 15/02/2006                |                                                           |
| EL ARCO                        | 14/07/1687               | Charles II                           |                                                                    | Márquez de Prado y Peñaranda, D. Gaspar, Catedrático en la Universidad de Salamanca, Caballero de la Orden de Calatrava. | | Vacante por fallecimiento del Marqués de Chiloeches.                        | 10/05/2000                |                                                           |
| ARCOS                          | 15/12/1792               | Charles IV                           |                                                                    | Peñalver y Cárdenas, D. Ignacio, Tesorero, Intendente y Comisario Ordenador del Ejército de La Habana. | Fallecido en 14 de septiembre de 1804 sucedió su hijo, II. D. José María de Peñalver y Navarrete. En 9 de noviembre de 1811 sucedió su hijo, III. D. Ignacio de Peñalver y Peñalver. En de 9 de marzo de 1863 sucedió su hijo, IV. D. Ignacio de Peñalver y Calvo. En 3 de agosto de 1903 sucedió su sobrino, V. D. Nicolás de Peñalver y Zamora. En 22 de septiembre de 1916 sucedió su hermano, VI. D. Enrique de Peñalver y Zamora. En 31 de diciembre de 1959 por rehabilitación, sucedió, VII. D.ª María de los Dolores de Peñalver y Zamora. En 26 de noviembre 1976 sucedió, VIII. D.ª Mercedes de la Torre y Alcoz. En 17 de septiembre de 2013 sucedió, | Monteverde y Cuervo, D. Francisco                                           | 17/09/2013                |                                                           |
| LOS ARCOS                      | 07/06/1850               | Isabelle II                          |                                                                    | Martínez de Irujo y del Alcázar, D. Manuel, hijo del Marqués de Casa Irujo. Con carácter personal a D. Juan Fernández de Luna y Sotomayor en 20 de junio de 1659. | En 18 de julio de 1870 sucedió, II. D. Carlos Manuel Martínez de Irujo y Alcázar. En 18 de abril de 1910 sucedió su hijo, III. D. Luis Martínez de Irujo y Caro. En 17 de abril de 1964 sucedió su hija, IV. Dª María Luisa Martínez de Irujo y Aspe. En 24 de febrero de 2015 sucedió su hijo, | Chapa Martínez de Irujo, D. José Luis                                       | 24/02/2015                |                                                           |
| ARDALES                        | 31/07/1557               | Philippe II                          |                                                                    | Guzmán, Córdoba y Mendoza, D. Luis de, Conde de Teba, Mariscal de Castilla. | | Mitjans Verea, D.ª María de los Reyes.                                      | 27/05/1988                |                                                           |
| ARECIBO                        | 10/07/1891               | Marie-Christine d'Autriche (régente) |                                                                    | Ledesma y Navajas, D. Gregorio, Diputado a Cortes por Arecibo (Puerto Rico). | En 6 de mayo de 1960 sucedió su hija, II. D.ª María de Ledesma y Figueroa. En 12 de septiembre de 2012 por rehabilitación, sucedió, | Amy Moreno, D. Ángel Alberto                                                | 12/09/2012                |                                                           |
| ARELLANO                       | 15/06/1731               | Philippe V                           |                                                                    | Ramírez de Arellano y Navarrete, D. García, Corregidor de Jerez de la Frontera, Caballero de la Orden de Santiago. | | Perea y Villalón, D. Antonio                                                | 30/03/1998                |                                                           |
| EL ARENAL                      | 12/04/1847               | Isabelle II                          |                                                                    | Angulo y Lasso de la Vega, D. José de, Coronel de Caballería, Senador del Reino. | | González de Aguilar y de la Peña, D. Antonio                                | 17/12/1991                |                                                           |
| LOS ARENALES                   | 13/01/1833               | Ferdinand VII                        |                                                                    | Zafra Vázquez y Tallada, D. Lucas, Señor de Castril. | En 7 de octubre de 1847 sucedió, II. D.ª María de las Mercedes Heredia y Zafra. En 31 de diciembre de 1915 sucedió su nieto, III. D. Miguel Osorio y Martos. En 20 de mayo de 1955 sucedió su hija, IV. D.ª Carmen Osorio y Díez de Rivera. En 22 de septiembre de 1987 sucedió su hijo, | Conde de Santa Cruz de los Manueles, G. de E.                               | 22/09/1987                |                                                           |
| ARENAS                         | 09/04/1924               | Alphonse XIII                        |                                                                    | Jiménez y Arenas, D. César, Senador del Reino. | | Silvela Jiménez-Arenas, D. Manuel                                           | 12/01/1968                |                                                           |
| ARGELITA                       | 26/05/1885               | Marie-Christine d'Autriche (régente) |                                                                    | Beltrán Escrivá de Romaní, Dusay, D. Luis, Diputado a Cortes. | En 1900 sucedió su hijo, II. D. Luis Escrivá de Romaní y Fernández de Córdoba. En 2 de marzo de 1951 sucedió su hijo, III. D. Luis Escrivá de Romaní y Luxán. En 19 de diciembre de 1969 sucedió su hermano, IV. D. Manuel Escrivá de Romaní y Luxán. En 25 de mayo de 1994 sucedió su hijo, | Escrivá de Romaní y Quiñones, D. Luis                                       | 25/05/1994                |                                                           |
| ARGENSOLA                      | 12/07/1702               | Philippe V                           |                                                                    | Rocaberti y Almugaber, D. Jerónimo, con el Vizcondado previo de Argensola. | | Sarriera y de Vargas-Zúñiga, D.ª María del Milagro de                       | 28/04/1988                |                                                           |
| ARGENTERA                      | 03/07/1918               | Alphonse XIII                        |                                                                    | Maristany y Gibert, D. Eduardo, Director de la Cía. de Ferrocarriles M.Z.A., en recuerdo de su obra de ingeniería en el túnel de Argentera. | En 18 de junio de 1949 sucedió su hijo, II. D. Carlos Maristany Benito. En 12 de mayo de 1967 sucedió, III. D.ª María Luisa Maristany Marqués. En 9 de junio de 2004 sucedió su hijo, | Pilón Maristany, D. Luis Eduardo                                            | 09/06/2004                |                                                           |
| ARGÜELLES                      | 28/07/1897               | Marie-Christine d'Autriche (régente) | Oui, le 18 juillet 1925 par Alphonse XIII                          | Argüelles y Alonso, D. Ramón de, Coronel de Milicias Voluntarias de la Habana. | En 6 de noviembre de 1900 sucedió su hija, II. D.ª María Josefa de Argüelles y Díaz. En 2 de junio de 1950 sucedió su hijo, III. D. Federico Bernaldo de Quirós y Argüelles. En 18 de noviembre de 1981 sucedió su hija, IV. D.ª María del Carmen Bernaldo de Quirós y Gutiérrez. En 15 de septiembre de 1988 sucedió su hijo, | Ibáñez y Bernaldo de Quirós, D. Manuel Ignacio                              | 15/09/1988                |                                                           |
| ARGÜESO                        | 1475                     | Les Rois Catholiques                 |                                                                    | Hurtado de Mendoza, D. Diego, Duque del Infantado, Marqués de Santillana. Antes Señorío en 1410. | | Morenés y Sanchiz, D. Luis                                                  | 30/10/2000                | Dignité de Grand d'Espagne et Comte de Villada.           |
| ARIANY                         | 03/08/1717               | Philippe V                           |                                                                    | Cotoner y Sureda, D. Marcos Antonio, Regidor Perpetuo de Palma de Mallorca. | | Cotoner y Martos, D. Nicolás                                                | 02/05/1983                | Marquis d'Adeje.                                          |
| ARIAS NAVARRO                  | 02/07/1976               | Juan Carlos Ier                      | Oui, le 2 juillet 1976 par Juan Carlos Ier                         | Arias Navarro, D. Carlos, Presidente del Gobierno y 1º de la Monarquía, Ministro de la Gobernación, Alcalde de Madrid, Gran Cruz de Carlos III. | En 15 de marzo de 1991 sucedió, | Arias-Navarro Villegas, D. Miguel Ángel                                     | 15/03/1991                |                                                           |
| ARIENZO                        | 20/04/1558               | Philippe II                          | Oui, le 26 janvier 1734 par Philippe V                             | Carrafa, D. Lelio Diomedes, Gobernador de Otranto y Virrey de Sicilia. | | Soto y Falcó, D. Fernando de                                                | 29/10/2001                |                                                           |
| ARIÑO                          | 28/05/1681               | Charles II                           |                                                                    | Pomar y Foncillas, D. Martín, Señor de las Baronías de Salillas, Burjaman, Armalec y de la Pardina de Ariño (Huesca). | | Bores y Urquijo, D.ª Piedad de                                              | 12/09/1997                |                                                           |
| ARIZA                          | 27/08/1611               | Philippe III                         | Oui, le 19 août 1721 par Philippe V                                | Rebolledo de Palafox, D. Francisco, Señor de Ariza. | | El Duque del Infantado, G. de E.                                            | 16/12/1997                |                                                           |
| ARLANZA                        | 08/07/1872               | Amédée Ier                           |                                                                    | Higuera y Sostre, D. Francisco Javier, Senador del Reino, Diputado a Cortes. | Sucedió su hermano, II. D. Tomás Manuel Higuera y Sostre, En 25 de abril de 1903 sucedió, III. D. Luis Higuera Bellido. En 5 de enero de 1951 sucedió su hijo, IV. D. Tomás Higuera y Pueyo. En 25 de marzo de 1982 sucedió su hijo, V. D. Luis Higuera Baselga. En 5 de noviembre de 2004 sucedió su hijo, | Higuera Cavero, D. Tomás                                                    | 05/11/2004                |                                                           |
| ARMENDÁRIZ                     | 24/12/1853               | Isabelle II                          |                                                                    | Armendáriz y Murillo, D. Agustín de, Intendente General de la Real Casa y Patrimonio, Ministro de la Gobernación. | En 3 de junio de 1876 sucedió, II. D.ª María de la Asunción de Armendáriz y Sáinz de Urbina. En 13 de diciembre de 1897 sucedió su nieto, III. D. Narciso de Foxá y Rodríguez Arellano. En 20 de junio de 1952 sucedió su hijo, IV. D. Agustín de Foxá y Torroba. En 26 de octubre de 1962 sucedió su hija, V. D.ª María de las Nieves de Foxá y Larrañaga. En 2007 por cesión sucedió su primo, VI. D. Ricardo de Uhagón Foxá. En 3 de julio de 2008 sucedió su hermano, | Uhagón Foxá, D. José Enrique de                                             | 03/07/2008                |                                                           |
| ARMUNIA                        | 29/05/1624               | Philippe IV                          |                                                                    | Fernández de Córdoba y Laso de Castilla, D. Diego, Deán de la Catedral de Sevilla. | | Arteaga y del Alcázar, D. Iván de                                           | 27/09/2002                |                                                           |
| ARNEVA                         | 26/05/1753               | Ferdinand VI                         |                                                                    | Ordóñez de Villaquirán y Juan, D. Victoriano, Canónigo, Tesorero de la Catedral de Orihuela. | En 5 de abril de 1769 sucedió, II. D. José de Sannazar. Sucedió, III. Nicolás Pascual de Povil Sannazar. En 30 de julio de 1849 sucedió, IV. D.ª María del Carmen Pascual de Povil. En 26 de octubre de 1881 sucedió, V. D. Ángel Carvajal Pascual de Povil. En 1901 sucedió, VI. D.ª María de la Concepción Carvajal y Pascual de Povil. En 4 de febrero de 1907 (R.O.) sucedió, VII. D.ª María de las Mercedes de Echeverría y Carvajal. En 9 de octubre de 1968 sucedió su hijo, VIII. D. Adolfo Wandosell y de Echeverría. En 18 de marzo de 1987 sucedió su hijo, | Wandosell y Lloret, D. José María                                           | 18/03/1987                |                                                           |
| ARRILUCE DE YBARRA             | 06/11/1918               | Alphonse XIII                        |                                                                    | Ybarra y de la Revilla, D. Fernando, Diputado a Cortes, Caballero de la Orden de Santiago y de la Orden de Malta. | En 5 de junio de 1953 sucedió, II. D. Fernando Luis de Ybarra y López-Dóriga. En 1 de abril de 2003 sucedió su hija, | Ybarra y Careaga, D.ª María del Carmen de                                   | 01/04/2003                |                                                           |
| ARTASONA                       | 05/08/1804               | Charles IV                           |                                                                    | Pérez de Suelves y Claramunt, D. José Mariano, Señor de Suelves y de Artasona. | sucedió, II.D. Alberto Pérez de Suelves Claramunt Oriola. En 1849 sucedió, III. D. Alberto María de Suelvez y Sánchez. En 12 de marzo de 1894 sucedió su hermana, IV. D.ª María del Pilar Claramunt y Pérez de Suelves. En 3 de septiembre de 1915 sucedió su hija, V. D.ª María de las Mercedes de Otal y Claramunt. En 9 de mayo de 1952 sucedió su nieto, VI. D. Juan María de goyeneche y San Gil. En 31 de mayo de 1963 sucedió su hijo, VII. D. Alfredo de Goyeneche y Moreno. En 1 de septiembre de 2004 sucedió su hijo, | El Conde de Guaqui, G. de E.                                                | 01/09/2004                |                                                           |
| ARUCAS                         | 29/04/1911               | Alphonse XIII                        |                                                                    | Madám Uriondo, D. Ramón, Comandante de Infanteria. | En 8 de marzo de 1950, sucedió su sobrina, II. D.ª María del Carmen Fernández del Campo y Madan. En 6 de septiembre de 1977 sucedió su hija, III. D.ª Rosario Massieu y Fernández del Campo. En 26 de abril de 2004 sucedió su hija, | Benítez de Lugo y Massieu, D.ª María del Rosario                            | 26/04/2004                |                                                           |
| ASIAÍN                         | 16/04/2010               | Juan Carlos Ier                      |                                                                    | Sánchez Asiaín, D. José Ángel, ex presidente del Banco Bilbao Vizcaya. | | Sánchez Asiaín, D. José Ángel                                               |                           |                                                           |
| ASPRILLAS                      | 27/06/1879               | Alphonse XII                         |                                                                    | Roca de Togores y Roca de Togores, D. Luis, Senador por la Provincia de Guadalajara. | En 1902 sucedió su hijo, II. D. Jaime Roca de Togores y Téllez-Girón. En 1 de diciembre de 1926 sucedió por cesión su hijo, III. D. Luis Roca de Togores y Tordesillas. En 30 de marzo de 1951 sucedió su hijo, IV. D. Luis Roca de Togores y Bustos. En 31 de diciembre de 1957 sucedió su hermano, | Roca de Togores y Bustos, D. Álvaro                                         | 31/12/1957                |                                                           |
| ASTORGA                        | 06/07/1465               | Henri IV                             | Oui, immémoriale                                                   | Pérez Osorio, D. Alvar, Alférez Mayor del Rey. | Fallecido en 25 de agosto de 1471 sucedió su hijo, II. D. Pedro Álvarez Osorio. Fallecido en 1505 sucedió su hijo, III. D. Álvar Pérez Osorio. Fallecido en 20 de enero de 1523 sucedió su hijo, IV. D. Pedro Álvarez Osorio. Fallecido en 1 de noviembre de 1560 sucedió su hijo, V. D. Álvar Pérez Osorio. Fallecido en 29 de septiembre de 1567 sucedió su hijo, VI. D. Antonio Álvarez Osorio. Fallecido en 12 de noviembre de 1589 sucedió su tío, VII. D. Alonso Álvarez Osorio. Fallecido en 25 de diciembre de 1592 sucedió su sobrino, VIII. D. Pedro Álvarez Osorio. Fallecido en 28 de enero de 1613 sucedió su hijo, IX. D. Álvar Pérez Osorio. Fallecido en 12 de junio de 1636 sucedió su sobrino, X. D. Antonio Sancho Dávila Osorio. Fallecido en 27 de febrero de 1689 sucedió su hermana, XI. D.ª Ana Dávila Osorio. Fallecida en 20 de julio de 1692 sucedió su hijo, XII. D. Melchor Guzmán Dávila. Fallecido en 15 de abril de 1710 sucedió su hijo, XIII. D.ª Ana Nicolasa Osorio de Guzmán y Dávila. Fallecida en 11 de diciembre de 1762 sucedió su nieto, XIV. D. Ventura Osorio de Moscoso y Fernández de Córdoba. Fallecido en 6 de enero de 1776 sucedió su hijo, XV. D. Vicente Osorio de Moscoso Guzmán. Fallecido en 26 de agosto de 1816 sucedió su hijo, XVI. D. Vicente Ferrer Osorio de Moscoso Guzmán. Fallecido en 31 de agosto de 1837 sucedió su hijo, XVII. D. Vicente Pío Osorio de Moscoso y Ponce de León. En 27 de julio de 1868 sucedió su hijo, (2) XVIII. D. José María Osorio de Moscoso y Carvajal. En 6 de septiembre de 1882 sucedió su nieto, (3) XIX. D. Francisco Osorio de Moscoso y Jordán de Urríes. En 29 de octubre de 1954 sucedió su hija, XX. D.ª María del Perpetuo Socorro Osorio de Moscoso y Peynoso. En 15 de abril de 1982 sucedió su nieto, XXI. D. Gonzalo Barón y Gavito. En 22 de abril de 2013, en ejecución de sentencia, sucedió, | La Duquesa de Maqueda, G. de E.                                             | 22/04/2013                |                                                           |
| ATALAYA BERMEJA                | 13/03/1777               | Charles III                          |                                                                    | López de Carvajal Novoa Barreira y Freire, D. Domingo, Señor de la Villa de Santa Maria de Guadalupe del Algar y de Mesa de Sotogordo. | En 20 de abril de 1855 sucedió su hijo, II. D. Buenaventura López de Carvajal y Carrión. Sucedió, III. D. José María López de Carvajal y Mangino. En 15 de marzo de 1924 por rehabilitación sucedió, IV. D.ª Ángela Santamaría y Alduncín. En 30 de enero de 1962 sucedió, V. D. Juan Antonio Ruiz-Casanova y López de Carvajal. En 4 de abril de 1975 sucedió su sobrino, VI. D. José Luis Ruiz-Casaux de Carlos. En 13 de mayo de 2003 sucedió su prima, | Ruiz-Casaux y Bazo, D.ª María del Pilar                                     | 13/05/2003                |                                                           |
| ATALAYA                        | 27/02/1693               | Charles II                           |                                                                    | Pardo de Figueroa y Sotomayor, D. José, Capitán de la Compañía de Milicias en el Perú, Caballero de la Orden de Santiago. | | Quiroga de la Iglesia, D. José Antonio                                      | 26/04/2004                |                                                           |
| LAS ATALAYUELAS                | 07/03/1797               | Charles IV                           |                                                                    | León y González de Canales, D. Diego Antonio de, Coronel del Regimiento del Bujalance, Caballero de la Orden de Carlos III. | Sucedió, II. D. Sebastián de León y Navarrete. En 13 de marzo de 1851 sucedió, III. D.ª Isabel de León e Ibarrola. En 6 de noviembre de 1900 sucedió su hijo, IV. D. Ildefonso de Ayguasvives y de León. En 8 de julio de 1929 sucedió su hijo, V. D. Alfonso de Ayguasvives y de Moy. En 25 de octubre de 1963 sucedió su nieto, | Vacante por fallecimiento de D. Alfonso de Ayguavives y Pich.               |                           |                                                           |
| ATARFE                         | 03/04/1902               | Marie-Christine d'Autriche (régente) | Oui, le 3 avril 1902                                               | Bernaldo que Quirós y Muñoz, D.ª Ana Germana, Dama Noble de la Orden de Maria Luisa. | En 4 de abril de 1952 sucedió su hijo, II. D. Manfredo de Borbón y Bernaldo de Quirós y Muñoz. En 17 de diciembre de 1968 sucedió su sobrino, III. Vacante por fallecimiento de D. Francisco Javier Méndez de Vigo y del Arco. | Vacante por fallecimiento de D. Francisco Javier Méndez de Vigo y del Arco. | 17/12/1968                |                                                           |
| AULENCIA                       | 03/09/1907               | Alphonse XIII                        |                                                                    | Pérez de Guzmán y Spreca, D. César, Maestrante de Zaragoza, Caballero de la Orden de Santiago. | En 1919 sucedió, II. D. Pedro Pérez de Guzmán y Moreno. En 1941 sucedió su hermana, III. D.ª Victoria Pérez de Guzmán y Moreno, En 8 de junio de 1951 sucedió su hijo, IV. D. José Álvarez de las Asturias-Bohorques y Pérez de Guzmán. En 10 de noviembre de 1999 sucedió su hijo, | Álvarez de las Asturias-Bohorques Llosent, D. Javier                        | 10/11/1999                |                                                           |
| AUÑÓN                          | 1582                     | Philippe II                          |                                                                    | Herrera y Ribera, D. Melchor de, Tesorero General de Hacienda, Comisario General de los Ejércitos de Flandes. | | Valera y Muguiro, D. Luis Enrique                                           | 02/03/1951                | Marquis de Villasinda.                                    |
| AVELLA                         | 09/04/1607               | Philippe III                         |                                                                    | Doria Carreto, D. Carlos, como Príncipe, en Italia. Reconocido como Marqués en 14 de julio de 1950. | | Valdés Colón de Carvajal, D. Manuel                                         | 19/10/1994                |                                                           |
| AVILÉS                         | 08/02/1897               | Marie-Christine d'Autriche (régente) |                                                                    | González Carvajal y Álvarez Cabañas, D.ª María del Carmen | En 29 de agosto de 1910 sucedió su hijo, II. D. Manuel González de Carvajal y González de Carvajal. En 5 de juilo de 1920 sucedió su hermano, III. D. Marcos Aurelio González de Carvajal y González de Carvajal. En 3 de diciembre de 1924 por cesión sucedió su hijo, IV. D. Rafael González de Carvajal y Ruiz. En 18 de febrero de 1955 sucedió su prima, V. D.ª María del Carmen Miranda y González de Carvajal. En 18 de febrero de 1981 sucedió, VI. D. Anselmo González del Valle y Zuazola. En 18 de abril de 1986 sucedió su hijo, | González del Valle y Francos, D. Francisco Javier                           | 18/04/1986                |                                                           |
| AYAMONTE                       | 1521                     | Charles Ier                          |                                                                    | Zúñiga y Guzmán. D. Francisco de, segundo Conde de Ayamonte. Antes Conde desde 1475 | | La Duquesa de Maqueda, G. de E.                                             | 16/01/1990                |                                                           |
| AYCINENA                       | 19/06/1783               | Charles III                          |                                                                    | Aycinena e Irigoyen, D. Juan Fermín, Caballero de la Orden de Santiago. | | Churruca y Díez de Rivera, D.ª María del Pilar                              | 16/01/2013                |                                                           |
| AYERBE                         | 08/09/1750               | Ferdinand VI                         | Oui, le 17 juillet 1790 par Charles IV                             | Jordán de Urries, D. Pedro María, Señor de Ayerbe, Barón de la Peña. | En 11 de septiembre de 1787 sucedió su hijo, II. D. Pedro Jordán de Urríes y Pignatelli. Fallecido en 8 de agosto de 1799 sucedió su hijo, III. D. Pedro Jordán de Urríes Fombuena. Fallecido en 10 de octubre de 1810 sucedió su hijo, IV. D. Pedro Ignacio Jordán de Urríes Palafox. En 18 de octubre de 1849 sucedió su hijo, V. D. Juan Nepomuceno Jordán de Urríes y Salcedo. En 11 de marzo de 1863 sucedió su hijo, VI. D. Juan María Jordán de Urríes y Ruiz de Arana. En 27 de junio de 1902 (R.O.) sucedió su hijo, VII. D. Jacobo Jordán de Urríes y Vieira de Maghalaes. En 21 de septiembre de 1992 sucedió su hijo, | Jordán de Urries y Castello-Branco, D.ª Margarita                           | 21/09/1992                |                                                           |
| AYMERICH                       | 20/06/1703               | Philippe V                           |                                                                    | Aymerich y Cruilles de Santa Páu, D. Bernardo de | | Antequera y Jordán de Urríes, D.ª Matilde                                   | 25/05/2009                |                                                           |
| AYTONA                         | 01/10/1581               | Philippe II                          | Oui, le 21 juillet 1670 par Charles III                            | Moncada y Cardona, D. Francisco de, Maestre Racional y Gran Senescal de Cataluña, Virrey de Valencia. | | Vacante por fallecimiento de la Duquesa de Medinaceli.                      | 27/01/1959                |                                                           |

## B
| Titre                                | Date/année de concession | Monarque                              | Grandesse                                                     | Concessionnaire | Titulaires successifs | Titulaire actuel (8 mai 2016)                                                 | Date lettre de succession (au 8 mai 2016) | Date lettre de succession | Autres titres                           |
| ------------------------------------ | ------------------------ | ------------------------------------- | ------------------------------------------------------------- | --- | --- | ----------------------------------------------------------------------------- | ----------------------------------------- | ------------------------- | --------------------------------------- |
| BACARES, Marqués de                  | 28/11/1625               | Felipe IV                             |                                                               | Cárdenas Herrera, D. Diego de, Maestre de Campo, Caballero de la Orden de Santiago. | | El Conde de la Puebla del Maestre, G. de E.                                   | 24/09/1981                                | 24/09/1981                |                                         |
| BAGNULI, Marqués de                  | 02/07/1611               | Felipe III                            |                                                               | Mayorga y Leiba, D. Fernando | | Bonilla y Moreno, D. José Antonio de                                          | 27/10/1989                                | 27/10/1989                |                                         |
| BAIDES, Marqués de                   | 12/02/1622               | Felipe IV                             |                                                               | López de Zúñiga y Velasco, D. Diego, Mayordomo de la Reina, Corregidor de Córdoba y Toledo.                                                                                                  | | Valeriano Márquez, D.ª María de los Dolores de                                | 28/04/1988                                | 28/04/1988                |                                         |
| BAJAMAR, Marqués de                  | 12/03/1791               | Carlos IV                             |                                                               | Porlier y Sopranis, D. Antonio de, Oidor de la Real Audiencia de Charcas, Fiscal de la de Lima, Secretario del Despacho de Gracia y Justicia de Indias, Caballero de la Orden de Carlos III. | Sucedió su hijo, II. D. Esteban de Porlier y Sáenz de Asteguieta. Sucedió su hermano, III. D. Antonio Domingo de Porlier y Sáenz de Asteguieta. En 4 de Agosto de 1840 sucedió su hijo, IV. D. Donato de Porlier y Miñano. En 31 de mayo de 1859 sucedió su hijo, V. D. Antonio José Porlier y Miñano. En 30 de abril de 1886 sucedió su hijo, VI. D. Antonio Polier y Lasquetty. En 7 de julio de 1950 sucedió su hijo, VII. D. Antonio Ignacio de Porlier y Ugarte. En 10 de octubre de 1974 sucedió su hijo, | Porlier y Jarava, D. Antonio Francisco de Paula de                            | 10/10/1974                                | 10/10/1974                | Conde de Casa Lasquetty.                |
| BALBASES, Marqués de los             | 17/12/1621               | Felipe IV                             | Oui, le 12 juillet 1621 par Philippe IV                       | Spínola y Grimaldo, D. Ambrosio, Marqués y Duque de Sesto, Capitán General del Ejército de Flandes que ganó la rendición de Breda, Gobernador de Milán.                                      | | Osorio y Nicolás Correa, D. Miguel                                            | 16/12/1997                                | 16/12/1997                |                                         |
| BALBOA, Marqués de                   | 10/02/1882               | Alfonso XII                           |                                                               | Navarro de Balboa y Montañés, D. Pedro José, Alcalde de La Habana. | Sucedió su sobrina, II. D.ª Felisa Navarro de Balboa y Sánchez-Yebra. En 1917 sucedió su sobrino, III. D. Enrique de Borbón y de León. En 1956 sucedió su hermana, IV. D.ª Isabel de Borbón y Esteban de León. En 2010 sucedió su primo, | El Marqués de Squilache                                                       | 20/04/2010                                | 20/04/2010                |                                         |
| BALBUENO, Marqués de                 | 20/02/1732               | Felipe V                              |                                                               | Iriberri y Goyeneche, D. Tomás, Tesorero del Rey, Caballero de la Orden de Santiago. | | Goyeneche y Vázquez de Seyas, D. José Carlos                                  | 23/10/2013                                | 23/10/2013                |                                         |
| BALLESTAR, Marqués de                | 06/03/1820               | Fernando VII                          |                                                               | Molina y Rada de Frailla, D. Ignacio de, General de Brigada, Maestrante y Regidor de Zaragoza.                                                                                               | En 19 de noviembre de 1949 sucedió, II. D.ª María del Carmen Molina Rada de Frailla. En 30 de marzo de 1859 sucedió, III. D.ª María del Carmen Doufourcq y Molina. En 14 de agosto de 1883 sucedió, IV. D. Joaquín Andreu Doufourcq- Salinis. En 20 de febrero de 1911 sucedió su sobrino, V. D. Mariano Sancho de la Sala Valdés. En 16 de diciembre de 1971 sucedió su hijo, | Sancho de Pedro, D.ª María del Carmen                                         | 16/12/1971                                | 16/12/1971                |                                         |
| BALZOLA, Marqués de                  | 30/11/1866               | Isabel II                             |                                                               | Balzola y Ortiz de Jara, D. Ignacio Sabas de, Diputado a Cortes. | | Montero de Espinosa Escoriaza, D. Ignacio                                     | 16/10/2003                                | 16/10/2003                |                                         |
| BAÑEZA, Marqués de la                | 31/08/1565               | Felipe II                             |                                                               | Zúñiga y Avellaneda, D. Pedro de, Vizconde de los Palacios de Balduerna. | | Mesía Figueroa, D. Fernando                                                   | 10/02/1976                                | 10/02/1976                |                                         |
| BÁRBOLES, Marqués de                 | 20/05/1647               | Felipe IV                             | Oui, le 6 avril 1786 par Charles III                          | Ximénez Cerdán y Embún, D. Juan, Señor de Bárboles. | | Benítez Guadarrama, D.ª María del Pilar                                       | 29/04/1987                                | 29/04/1987                |                                         |
| BARCARROTA, Marqués de               | 1500                     | Los Reyes Católicos                   |                                                               | Portocarrero, D. Juan, Caballero de la Orden de Santiago. | | El Duque de Alba de Tormes, G. de E.                                          | 10/09/2015                                | 10/09/2015                |                                         |
| BARIÑAS, Marqués de                  | 30/11/1686               | Carlos II                             |                                                               | Villalobos y de la Plaza, D. Gabriel, Contador Mayor de Caracas, Caballero de la Orden de Santiago.                                                                                          | | Gil-Delgado Medina, D. Carlos                                                 | 16/07/2009                                | 16/07/2009                |                                         |
| BAROJA , Marqués de                  | 24/04/1878               | Alfonso XII                           |                                                               | Lemery e Ibarrola, D. José, Teniente General de los Ejércitos, Senador del Reino. | En 22 de noviembre de 1886 sucedió su hija, II. D.ª María Flora Lémery y Ferrer. En 8 de marzo de 1950 sucedió su hijo, III. D. Fernando Alejo de la Gándara y Lémery. En 18 de marzo de 1960 sucedió su hermana, IV. D.ª Carmen de la Gándara y Lémery. En 10 de mayo de 1978 sucedió, | Goluchowski y de la Gándara, D. Pedro José                                    | 10/05/1978                                | 10/05/1978                |                                         |
| BARRIO LUCIO, Marqués de             | 11/05/1758               | Fernando VI                           |                                                               | Fernández de Castro y Peso, D. Gaspar, Regidor Perpetuo de la Ciudad de Burgos. | | García-Ogara Paisán, D. José María                                            | 13/01/1993                                | 13/01/1993                |                                         |
| BARZANALLANA, Marqués de             | 11/11/1867               | Isabel II                             |                                                               | García-Barzanallana y García de Frías, D. Manuel, Senador del Reino, Ministro de Hacienda, Presidente del Consejo de Estado, Caballero de la Orden del Toisón de Oro.                        | En 9 de junio de 1892 sucedió, II. D.ª María de la Soledad García Barzanallana y Páez Jaramillo. En 2 de mayo de 1951 sucedió su hijo, III. D. Manuel Gómez y García-Barzanallana. En 22 de marzo de 1965 sucedió su hijo, IV. D. Jaime Gómez-Barzanallana y Lalanne. En 28 de junio de 1985 sucedió su hermana, V. D.ª María de la Concepción Gómez-Barzanallana y Lalanne. En 27 de enero de 1989 sucedió su hija, VI. D.ª Alfonsa de Olivares y Gómez-Barzanallana. En 13 de septiembre de 2012 sucedió su hermana, VII. D.ª María Cristina Olivares y Gómez-Barzanallana. En 2015 sucedió su nieta, | Serra Gutiérrez, D.ª Aldara                                                   |                                           |                           |                                         |
| BASSECOURT, Marqués de               | 25/05/1915               | Alfonso XIII                          |                                                               | Morenés y García-Alesson, D. Luis. Antes título de las Dos Sicilias, en 3 de mayo de 1736, a D. Francisco de Bassecourt y Thieulaine, Teniente General de los Ejércitos.                     | En 3 de febrero de 1956 sucedió su hijo, II. D. Luis Morenés y de Arteaga. En 31 de diciembre de 1959 sucedió su hijo, III. D. Luis Morenés y Areces. En 19 de febrero de 1999 sucedió su hijo, | Morenés Sanchiz, D. Miguel                                                    | 19/02/1999                                | 19/02/1999                |                                         |
| BASTIDA, Marqués de la               | 17/11/1791               | Carlos IV                             |                                                               | Montis y Álvarez, D. Antonio, Diputado y Regidor Perpetuo de Palma de Mallorca. | Sucedió su hijo, II. D. Guillermo Montís y Pont. En 7 de febrero de 1859 sucedió su hijo, III. D. Antonio Mariano Montís y Boneo. En 27 de mayo de 1891 sucedió, IV. D. Guillermo Montís y Allendesalazar. En 28 de mayo de 1924 sucedió, V. D.ª María de la Concepción Montís y Moragues. En 4 de octubre de 1989 sucedió su hijo, VI. D. Fernando Puchol de Montís. En 7 de abril de 1999 por cesión sucedió su hijo, | Puchol de Celis, D. José Luis                                                 | 07/04/1999                                | 07/04/1999                |                                         |
| BAY, Marqués de                      | 23/07/1704               | Felipe V                              |                                                               | Maitre de Bay y Pourtier, D. Alejandro, Teniente General de los Reales Ejércitos, Gobernador de Extremadura, Caballero de la Orden del Toisón de Oro.                                        | | La Marquesa de Mancera                                                        |                                           |                           |                                         |
| BAYAMO, Marqués de                   | 28/06/1849               | Isabel II                             |                                                               | Tacón y García de Lisón, D. Miguel, Ministro Plenipotenciario, Senador del Reino. | En 1 de agosto de 1870 sucedió su hijo, II. D. Bernardo Luis Tacón y Hervés. En 27 de agosto de 1898 sucedió por cesión, su hijo, III. D. Miguel Tacón y Calderón. En 2 de junio de 1950 sucedió su hija, IV. D.ª María Ana Tacón y Rodríguez de Rivas.En 21 de diciembre de 1956 por cesión, sucedió su hijo, V. D. Miguel Bernaldo de Quirós y Tacón. En 8 de enero de 1981 sucedió su hija, | La Duquesa de la Unión de Cuba, G. de E.                                      |                                           | 08/01/1981                |                                         |
| BAZTÁN, Marqués de                   | 11/10/1891               | María Cristina de Habsburgo (Regente) |                                                               | Martínez de Campos y Rivera, D. Miguel, Coronel de Caballería, en memoria de su padre, el Capitán General D. Arsenio Martínez de Campos.                                                     | En 18 de marzo de 1914 sucedió su hijo, II. D. Miguel Martínez de Campos y San Miguel. En 21 de diciembre de 1956 sucedió su hijo, III. D. Arsenio Miguel Martínez de Campos y Raybaud. En 3 de julio de 2008 sucedió su hijo, | Martínez de Campos y del Solar Dorrego, D. Arsenio                            |                                           | 03/07/2008                |                                         |
| BEDMAR, Marqués de                   | 15/06/1614               | Felipe III                            | Oui, le 13 janvier 1706 par Philippe V                        | Cueva y Benavides, D. Alonso de la, Comendador de la Orden de Alcántara, Embajador en Venecia, Obispo de Málaga y Cardenal.                                                                  | | Heredia y Halcón, D. Julio                                                    |                                           | 28/06/1985                |                                         |
| BELFUERTE, Marqués de                | 20/02/1641               | Felipe IV                             |                                                               | Cardona y Córdoba, D. Fernando Manuel de | | El Conde de Cabra, G. de E.                                                   |                                           | 15/03/2007                |                                         |
| BÉLGIDA, Marqués de                  | 06/02/1753               | Fernando VI                           |                                                               | Belvis de Moncada, D. José Vicente, Marqués de Benavites, Conde de Villardompardo, de Villamonte y de Sallent, Marqués de Villamayor de las Ibernias.                                        | | Cotoner y Martos, D. José Luis                                                |                                           | 22/06/1982                |                                         |
| BELLAMAR, Marqués de                 | 05/11/1888               | María Cristina de Habsburgo (Regente) |                                                               | Bea y Maruví, D. Demetrio Manuel de, Senador del Reino. | En 1 de marzo de 1897 Sucedió su hijo, II. D. Francisco de Bea y Pelayo. En 16 de mayo de 1925 sucedió su hermano, III. D. Luis de Bea y Pelayo. En 1963 sucedió, IV. D. Manuel Alonso Martínez y Bea. En 30 de octubre de 1964 por cesión sucedió su hija, V. D.ª Adelaida Alonso Martínez y Huelin. En 6 de febrero de 2004 sucedió su hijo, | Fontcuberta y Alonso Martínez, D. Trino de                                    |                                           | 06/02/2004                |                                         |
| BELLAVISTA, Marqués de               | 27/12/1871               | Amadeo I de Saboya                    |                                                               | Cárdenas y Cárdenas, D. Gabriel de, Regidor de La Habana, Caballero de la Orden de Calatrava.                                                                                                | | Koplowitz y Romero de Joseu, D.ª Alicia                                       |                                           | 20/07/1984                |                                         |
| BELLET DE MIANES, Marqués de         | 23/08/1778               | Carlos III                            |                                                               | Bellet y Mianes, D. Vicente, Regidor de la Ciudad deTortosa, Diputado a Cortes. | | Brondo Kupfer, D. Oliver                                                      |                                           | 19/07/1999                |                                         |
| BELLPUIG, Marqués                    | 17/12/1637               | Felipe IV                             |                                                               | Dameto y Cotoner, D. Albertín, Caballero de la Orden de Santiago, Marqués de Tornigo en el Ducado de Milán.                                                                                  | | Vacante por fallecimiento de D. Luis Dalforno y Satorras.                     |                                           |                           |                                         |
| BELMONTE DE LA VEGA REAL, Marqués de | 20/09/1622               | Felipe IV                             |                                                               | Manrique Cárdenas, D. Jaime Manuel de, como Marqués de Belmonte, Alcalde Mayor de Toledo y Adelantado Mayor de Granada. La actual denominación data de 6 de julio de 1915.                   | | Figuera y de Vargas, Gonzalo de la                                            |                                           | 25/11/2009                |                                         |
| BELMONTE, Marqués de                 | 11/01/1613               | Felipe III                            |                                                               | Gómez de Sandoval y Rojas y la Cerda, D. Cristóbal, I Duque de Uceda. | | La Duquesa de Uceda, G. de E.                                                 |                                           | 30/03/1995                |                                         |
| BELVEDER, Marqués de                 | 29/01/1616               | Felipe III                            |                                                               | Velasco y Aragón, D. Luis de, Capitán General de los Ejércitos de Flandes. | | Díaz de Arcaya y Keating, D.ª Elena                                           |                                           | 17/01/2002                |                                         |
| BELVÍS DE LAS NAVAS, Marqués de      | 08/01/1912               | Alfonso XIII                          |                                                               | Scholtz-Hermensdorff y Caravaca, D. Guillermo | En 17 de enero de 1919 sucedió su nieta, II. D.ª María Piedad iturbe y Scholtz-Hermensdorff. En 27 de enero de 1959 sucedió su hija, III. D.ª María Francisca Hohenlohe Iturbe. En 15 de octubre de 2007 sucedió su hija, | Gamazo Hohenlohe, D.ª Alejandra                                               |                                           | 15/10/2007                |                                         |
| BELZUNCE, Marqués de                 | 13/05/1731               | Felipe V                              |                                                               | Goyeneche y Balanza, D. Francisco Javier de, Regidor Perpetuo y Alcalde Mayor de Salamanca, Caballero de la Orden de Santiago.                                                               | | García San Miguel y Orueta, D. Juan Antonio                                   |                                           | 10/03/1995                |                                         |
| BENALÚA, Marqués de                  | 29/07/1849               | Isabel II                             | Oui, le 17 mars 1883 par Alphonse XII                         | Aguilera y Contreras, D. Gaspar de, Caballero de la Orden de Calatrava. | En 1 de marzo de 1857 sucedió su hermano, II. D. Domingo de Aguilera y Contreras, En 26 de septiembre de 1864 sucedió su hijo, III. D. Carlos Gaspar de Aguilera y Santiago de Perales. En 14 de junio de 1881 Sucedió su hijo, IV. D. José María de Aguilera y Aguilera. En 31 de enero de 1902 sucedió su hija, V. D.ª María del Rosario de Aguilera y Waring. En 8 de mayo de 1920 sucedió su hijo, VI. D. Joaquín Escrivá de Romaní y Aguilera. En 3 de octubre de 1980 sucedió su sobrina, | Vacante por fallecimiento de D.ª María Luisa Escrivá de Romaní y Fominaya.    |                                           | 03/10/1980                |                                         |
| BENAMEJÍ, Marqués de                 | 23/05/1675               | Carlos II                             | Oui, le 15 avril 1790 par Charles IV                          | Bernuy y Mendoza, D. José Diego, Señor de Benamejí, Mariscal de Alcalá del Valle, Regidor Perpetuo de Burgos.                                                                                | | Lastra Marcos, D. Manuel de la                                                |                                           | 24/01/1985                | Marqués de las Cuevas del Becerro.      |
| BENAVENT, Marqués de                 | 08/06/1703               | Felipe V                              |                                                               | Sabater y Agullana, D. Martín de, Señor de Benavent. | | Sentmenat y de Urruela, D. Juan de                                            |                                           | 04/04/1975                |                                         |
| BENAVITES, Marqués de                | 18/05/1628               | Felipe IV                             |                                                               | Exarch de Belvís, Don Pedro, Caballero de la Orden de Santiago. Antes Conde, desde el 8 de junio de 1624                                                                                     | | Narváez y Rezola, D. Juan Antonio                                             |                                           |                           |                                         |
| BENDAÑA, Marqués de                  | 27/10/1692               | Carlos II                             | Oui, le 19 mars 1843 par Isabelle II                          | Falcón de Ulloa y Rivadeneyra, D. Rodrigo Antonio, Señor de Parderrubias, Caballero de la Orden de Santiago.                                                                                 | | Piñeyro y Escrivá de Romaní, D. Lorenzo                                       |                                           | 18/11/2011                | Marqués de Albolote y Barón de Molinet. |
| BENEMEJÍS DE SISTALLO, Marqués de    | 02/02/1762               | Carlos III                            | Oui, le 17 décembre 1816 par Ferdinand VII                    | Tárrega y Sanz de la Llosa, D.ª María Ana, Señora de Benemejís. | Fallecida en 1783 sucedió su hijo, II. D. Francisco Verdes Montenegro. Sucedió su sobrino, III. D. Antonio María Salabert y Verdes Montenegro. En 3 de julio de 1849 sucedió, IV. D. Joaquín de Pedro Llórens. En 20 de noviembre de 1858 sucedió su hijo, V. D. Leopoldo de Pedro y Nash. En 3 de febrero de 1885 sucedió su hijo, VI. D. Joaquín de Pedro y Urbano. En 28 de septiembre de 1951 sucedió su hija, VII. D.ª Blanca de Pedro y Barreda. En 6 de septiembre de 1977 sucedió su hijo, VIII. D. Juan Yturralde de Pedro. En 15 de marzo de 2007 sucedió su hija, | Iturralde y Roland, D.ª Ana                                                   |                                           | 15/03/2007                |                                         |
| BENICARLÓ, Marqués de                | 23/11/1905               | Alfonso XIII                          |                                                               | Pérez San Millán y Miquel, D. Juan, Senador del Reino por Valencia, Presidente del Consejo de Obras Públicas.                                                                                | En 13 de julio de 1951 sucedió su hijo, II. D. Guillermo Pérez San Millán y Fontanals. En 7 de enero de 1978 sucedió su hermana, III. D.ª Sarah Pérez San Millán y Fontanals. En 26 de octubre de 1984 sucedió, IV. D. Cristóbal Colón de Carvajal y Pérez Sanmillán. En 9 de julio de 2013 sucedió su hija, | Colón de Carvajal Añó, D.ª María Victoria                                     |                                           | 09/07/2013                |                                         |
| BENIEL, Marqués de                   | 09/09/1709               | Felipe V                              |                                                               | Molina Junterón, D. Gil Francisco, Coronel de Infantería, Caballero de la Orden de Santiago.                                                                                                 | Sucedió su hijo, II. D. Gil Antonio de Molina y Gonzaga. En 21 de diciembre de 1756 sucedió su hijo, III. D. Gil Javier de Molina y Saavedra. En 29 de abril de 1781 sucedió su hija, IV. D.ª María de la Concepción de Molina y Paz. Sucedió su tío, V. D. Gil Andrés Pedro de Molina y Saavedra. Fallecido en 19 de febrero de 1796 sucedió su sobrino, VI. D. Antonio Pascual de Riquelme y Molina. Fallecido en 1801 sucedió su hijo, VII. D. Mariano Pascual de Riquelme y Vergara. Fallecido en 11 de noviembre de 1829 sucedió su hijo, VIII. D. Mariano Pascual de Riquelme y Pascual de Povil. Fallecido en 27 de marzo de 1855 sucedió su hijo, IX. D. Luis Pascual de Riquelme y Roca de Togores. En 12 de septiembre de 1868 sucedió su hijo, X. D. Antonio Pascual de Riquelme y Palavicino. En 3 de agosto de 1915 sucedió, XI. D. Carlos de Rojas y Moreno. En 23 de marzo de 1953 sucedió su hija, XII. D.ª María Teresa de Rojas y Roca de Togores. En 4 de diciembre de 1996 sucedió su hija, XIII. D.ª Ana Isabel de Borbón y de Rojas, En 13 de marzo de 2014 sucedió su madre, | La Condesa de Casa Rojas                                                      |                                           | 13/03/2014                |                                         |
| BERLANGA, Marqués de                 | 10/04/1529               | Carlos I                              |                                                               | Tobar y Velasco, D. Juan de, Señor de Osma. | | Vacante por fallecimiento de La Duquesa de Osuna, G. de E.                    |                                           | 26/04/2004                |                                         |
| BERMEJILLO DEL REY, Marqués de       | 08/05/1915               | Alfonso XIII                          |                                                               | Bermejillo y Martínez de Negrete, D. Javier de, Gentilhombre de Cámara. | En 4 de julio de 1952 por cesión, sucedió su hijo, II. D. Francisco Javier Bermejillo y Schmidtlein. En 25 de mayo de 1962 por rehabilitación sucedió, | El Marqués de Villaviciosa de Asturias                                        |                                           | 25/05/1962                |                                         |
| BERNA, Marqués de                    | 05/08/1895               | María Cristina de Habsburgo (Regente) |                                                               | González de Castejón y Gómez de la Serna, D.ª María de las Maravillas, Dama de Honor de la Reina.                                                                                            | En 11 de febrero de 1901 sucedió su hija, II. D.ª Brígida Olazábal y González de Castejón. En 30 de abril de 1924 sucedió su hijo, III. D.José Gil-Delgado y Olazábal. En 15 de diciembre de 1950 sucedió su sobrino, IV. D. Carlos Gil-Delgado y Armada. En 11 de enero de 1984 sucedió su hijo, V. D. Carlos Gil-Delgado y de la Plaza. En 15 de marzo de 1991 por distribución sucedió su hijo, | Gil Delgado y Friginal, D. Antonio María                                      |                                           | 15/03/1991                |                                         |
| BÉRRIZ, Marqués de                   | 19/12/1900               | María Cristina de Habsburgo (Regente) |                                                               | Aznar y de la Sota, D. Eduardo, Fundador de la Empresa de Buques de Sota y Aznar. | En 12 de marzo de 1903 sucedió su hijo, II. D. Eduardo Aznar y Tutor. En 29 de noviembre de 1910 sucedió su hijo, III. D. Luis María de Aznar y González. En 13 de marzo de 1959 sucedió su hermana, IV. D.ª María.Teresa de Aznar y González. En 10 de diciembre de 1969 sucedió su hermana, V. D.ª María de las Mercedes de Aznar y González. En 10 de marzo de 1977 sucedió, VI. D. Rafael Caro y Aznar. En 8 de septiembre de 2000 sucedió su hijo, | Caro Aguirre, D. Alonso                                                       |                                           | 08/09/2000                |                                         |
| BESORA, Marqués de                   | 01/04/1698               | Carlos II                             |                                                               | Descatllar y de Sarriera, D. Narciso, Maestre Racional de la Corte del Rey. | | El Marqués de Taracena                                                        |                                           | 04/12/2003                |                                         |
| BILBAO-EGUÍA, Marqués de             | 01/10/1961               | Francisco Franco                      |                                                               | Bilbao y Eguía, D. Esteban, ex-Ministro, ex-Presidente de las Cortes y del Consejo del Reino.                                                                                                | En 10 de noviembre de 1977 sucedió, II. D. Hilario Bilbao Eguía.En 8 de octubre de 1980 sucedió, II. D. Jesús María Bermejillo y Bilbao. | Vacante por fallecimiento de D. Jesús María Bermejillo y Bilbao.              |                                           |                           |                                         |
| BLANCO HERMOSO, Marqués de           | 09/07/1817               | Fernando VII                          |                                                               | Muñoz Cobo y Calleja, D. Juan Antonio, Alguacil Mayor del Santo Oficio. | En 1831 sucedió, II. D.ª Ana Josefa Muñoz Cobo. En 2 de noviembre de 1870 sucedió, III. D. Luis López de Mendoza y Muñoz Cobo. En 15 de noviembre de 1886 sucedió, IV. D.ª Ana de Mendoza y Muñoz Cobo. En 26 de junio de 1922 por rehabilitación, sucedió, V. D.ª Ana Josefa Mariscal Tirado. En 10 de febrero de 1976 sucedió su hijo, VI. D. Pedro Palomeque y Mariscal. En 8 de enero de 1986 sucedió su hijo, | Palomeque y Messía, D. Pedro José                                             |                                           | 08/01/1986                |                                         |
| BLEGUA, Marqués de                   | 24/03/1890               | María Cristina de Habsburgo (Regente) |                                                               | Heras Mergelina, D.ª María Joaquina. R. Des., en 31 de julio de 1890. | | León de Chiris, D. Eduardo Pascual de                                         |                                           | 08/11/2004                | Conde de Lebrija.                       |
| BOADILLA DEL MONTE, Marqués de       | 30/04/1853               | Isabel II                             |                                                               | Godoy y Borbón, Doña Carlota Luisa de, Condesa de Chinchón. | En 8 de mayo de 1853 por renuncia de su madre, sucedió su hijo, II. D. Luis Rúspoli y Godoy. En 28 de mayo de 1894 sucedió, III. D. Camilo Rúspoli y Landi. En 7 de noviembre de 1952 sucedió su hijo, IV. D. Paolo Rúspoli y Orlandini. En 1970 sucedió su primo segundo, V. D. Carlos Rúspoli y Caro. En 16 de abril de 1971 sucedió su hijo, VI. D. Luis Rúspoli y Morenés. En 17 de octubre de 2012 sucedió su hijo, | El Barón de Mascalbó                                                          |                                           | 17/10/2012                |                                         |
| BOGARAYA, Marqués de                 | 12/08/1687               | Carlos II                             |                                                               | Fernández Zapata y Bernuy, D. Francisco José, Caballero de la Orden de Alcántara. | | Valera y Pidal, D.ª Miryam                                                    |                                           | 23/07/1971                |                                         |
| BOIL, Marqués de                     | 30/11/1680               | Carlos II                             |                                                               | Boil de Arenós y Mercader, D. Pedro, Embajador. | | Arróspide y López, D. José Miguel                                             |                                           | 05/09/1995                |                                         |
| BOLAÑOS, Marqués de                  | 12/07/1886               | María Cristina de Habsburgo (Regente) |                                                               | Pérez de Guzmán y Nieulant, D. Luis María, Diplomático, Senador del Reino. | En 30 de marzo de 1926 sucedió su hijo, II. D. José Pérez de Guzmán y Spreca. En 7 de octubre de 1960 sucedió su hijo, III. D. Luis Pérez de Guzmán Corbi. En 5 de septiembre de 1995 sucedió, | Pérez de Guzmán y Alonso, D.ª Margarita                                       |                                           | 05/09/1995                | Conde de Nieulant.                      |
| BOLARQUE, Marqués de                 | 06/07/1913               | Alfonso XIII                          |                                                               | Urquijo y Ussía, D. Estanislao, en atención a su labor industrial en los saltos de Bolarque (Guadalajara).                                                                                   | En 20 de junio de 1919 sucedió su hijo, II. D. Luis de Urquijo y Landecho. En 7 de jullio de 1979 sucedió su hijo, III. D. Juan Ignacio Urquijo Eulate. En 22 de enero de 2013 sucedió su hijo, | Urquijo Rubio, D. Estanislao                                                  |                                           | 22/01/2013                |                                         |
| BONACORSO, Marqués de                | 09/12/1652               | Felipe IV                             |                                                               | Ezquerra de Rozas y Hernández, D. José, Caballero de la Orden de Santiago. | | Olano y Mancebo, D.ª María Casilda de                                         |                                           | 16/10/1978                |                                         |
| BONANARO, Marqués de                 | 10/02/1630               | Felipe IV                             |                                                               | Simó Carrillo de Albornoz, D. Ignacio, Señor de Bonnanaro, noble del Reino de Cerdeña. | | Salamanca y Suelves, D.ª Almudena de                                          |                                           | 27/09/2002                |                                         |
| BONANZA, Marqués de                  | 30/04/1902               | María Cristina de Habsburgo (Regente) |                                                               | González Soto, D Manuel Críspulo, destacada personalidad de la Industria Vinícola. | En 28 de septiembre de 1951 su hija, II. D.ª Isabel González Ágreda. En 12 de mayo de 1970 sucedió su primo, III. D. Manuel María González Gordon. En 23 de octubre de 1981 sucedió su hijo, | Vacante por fallecimiento de D. Manuel María Mauricio González-Gordon y Díez. |                                           |                           |                                         |
| BONDAD REAL, Marqués de              | 09/03/1866               | Isabel II                             | Oui, le 9 mars 1866 par Isabelle II                           | Gurowsky y Borbón, D. Fernando, Coronel de Caballería, Gran Cruz de Carlos III. | En 3 de octubre de 1910 sucedió su sobrino, II. D. Vicente Beltrán de Lis y Gurowski. En 17 de julio de 1952 sucedió su hijo, III. D. Vicente Beltrán de Lis y Pidal. En 4 de diciembre de 1959 por cesión, sucedió su hijo, IV. D. Vicente Ramón Bertrán de Lis y Baíllo. En 28 de febrero de 1998 sucedió su hijo, | Bertrán de Lís y Larrea, D. Jaime                                             |                                           | 28/02/1998                | Conde de las Cabezuelas.                |
| BORGHETTO, Marqués de                | 07/02/1903               | Alfonso XIII                          |                                                               | Morenés y García Alesson, D. Felipe, en memoria de haberlo ostentado un antepasado suyo, en el Reino de las Dos Sicilias.                                                                    | En 22 de abril de 1963 sucedió su hijo, II. D. Felipe Morenés y Medina. En 19 de octubre de 1994 sucedió su hijo, | Morenés y Mariátegui, D. Carlos                                               |                                           | 19/10/1994                |                                         |
| BORJA, Marqués de                    | 09/07/1902               | Alfonso XIII                          |                                                               | Moreno y Gil de Borja, D. Luis, Intendente de la Real Casa y Patrimonio de S. M. el Rey. | En 2 de enero de 1918 sucedió su hijo, II. D. Luis Moreno Abella. Sucedió | Moreno y Gálvez Cañero, D.ª María del Carmen                                  |                                           | 22/02/1952                |                                         |
| BOSCH DE ARÉS, Marqués del           | 28/02/1689               | Carlos II                             | Oui, le 21 juin 1897 par Marie-Christine d'Autriche (régente) | Martínez de la Vera y Bosch, D. Francisco, Señor de Busot. | | Borbón y de Rojas, D.ª María Anunciada José de                                |                                           | 19/10/1994                |                                         |
| BÓVEDA DE LIMIA, Marqués de          | 12/07/1701               | Felipe V                              |                                                               | Espinosa Feijoo, D. Juan Nicolás de, Regidor Perpetuo de Orense, Caballero de la Orden de Santiago.                                                                                          | | Sintas Ponte, D. Francisco Javier de                                          |                                           | 31/01/2000                |                                         |
| BOVINO, Marqués de                   | 10/02/1575               | Felipe II                             |                                                               | Guevara, D. Juan de, como Duque. Reconocido como Marqués en 22 de marzo de 1983. | | Salazar y Cútoli, D.ª Teresa                                                  |                                           | 06/06/1983                |                                         |
| BRADOMÍN, Marqués de                 | 24/06/1981               | Juan Carlos I                         |                                                               | Valle-Inclán Blanco, D. Carlos Luis del, en memoria de su padre el gran escritor que fue D. Ramón del Valle-Inclán.                                                                          | En 5 de julio de 2007 sucedió su hijo, | Valle-Inclán y Alsina, D. Fernando del                                        |                                           | 05/07/2007                |                                         |
| BRENES, Marqués de                   | 01/11/1679               | Carlos II                             |                                                               | Vicentelo de Leca, D. Juan Antonio, Almirante de Galeones, Caballero de la Orden de Santiago.                                                                                                | | La Marquesa de Castromonte                                                    |                                           | 31/01/2000                |                                         |
| BREÑA, Marqués de la                 | 08/11/1679               | Carlos II                             |                                                               | Alvarado Bracamonte y Vergara, D. Diego de, Ministro del Consejo Supremo de Guerra, Caballero de la Orden de Calatrava.                                                                      | | Atienza Salamanca, D.ª Reyes                                                  |                                           | 15/02/2006                |                                         |
| BUEN SUCESO, Marqués del             | 14/03/1783               | Carlos III                            |                                                               | Hernández-Naranjo y Nieto, D. Bartolomé Francisco, Capitán de las Campañas exploradoras isleñas de Caracas.                                                                                  | En 1784 sucedió su hijo, II. D. Juan Domingo Hernández-Naranjo y Monasterio. En 6 de agosto de 1802 sucedió su hija, III. D.ª Rita Hernández Naranjo y de la Serna. EN 15 de abril de 1851 sucedió su hijo, IV. D. Fernando de la Rocha y Hernández Naranjo. En 26 de mayo de 1863 sucedió su hijo, V. D. Fernando de la Rocha y Fontecilla. En 24 de diciembre de 1897 sucedió su sobrina, VI. D.ª Inés de Lima y de la Rocha. En 25 de abril de 1997 por rehabilitación, sucedió, VII. D. José Javier de Silva y Mendaro. En 22 de abril de 2013 sucedió por distribución su hija, | Silva y Escrivá de Romaní, D.ª Isabel de                                      |                                           | 22/04/2013                |                                         |
| BUENAVISTA, Marqués de               | 25/10/1688               | Carlos II                             |                                                               | Rodríguez de Medina y Moret, D. Martín, Caballero de la Orden de Santiago. | | Medina del Río, D. José Luis                                                  |                                           | 20/05/2014                |                                         |
| BUNIEL, Marqués de                   | 18/03/1916               | Alfonso XIII                          |                                                               | Arteche y Villabaso, D. Antonio de, Diputado a Cortes. | En 20 de marzo de 1964 sucedió su hijo, II. D. Juan Cruz de Arteche y Ortiz de la Riva. En 10 de febrero de 1976 sucedió su hijo, | Arteche y Pidal, D. Antonio de                                                |                                           | 10/02/1976                |                                         |
| BUSIANOS, Marqués de                 | 11/02/1686               | Carlos II                             |                                                               | Andía-Irarrazábal y Vivero, D.ª Catalina, Dama de la Reina, Viuda del Correo Mayor del Reino de Valencia.                                                                                    | Fallecido en 1703 sucedió su hijo, II. D. Fernando de Valda y González de Andía. En 22 de diciembre de 1756 sucedió su hermano, III. D. Cristóbal de Valda y González de Andía. En 15 de enero de 1769 sucedió su hijo, IV. D. Cristóbal Francisco de Valda y Carroz. Fallecido en 14 de diciembre de 1800, sucedió su hijo, V. D. José Joaquín de Valda y Maldonado. Fallecido en 8 de abril de 1826 sucedió su hija, VI. D.ª Ana Agapita de Valda y Teijeiro de Valcárcel. En 12 de febrero de 1855 sucedió su hijo, VII. D. José Eusebio Bernuy y Valda. En 12 de junio de 1857 sucedió su hijo, VIII. D. Francisco de Paula Bernuy y Osorio de Moscoso. En 8 de mayo de 1859 sucedió su sobrina, IX. D. ª Manuela de Orozco y Bernuy. En 27 de julio de 1863 sucedió su hijo, X. D. José María Messía y Orozco. En 4 de junio de 1879 sucedió su hijo, XI. D. Ramón Messía y Almansa. En 23 de octubre de 1890 sucedió su hermano, XII. D. José María Messía y Almansa. En 21 de abril de 1909 sucedió su hijo, XIII. D. José Salvador Messía y Olivares. En 12 de junio de 1964 sucedió su hijo, XIV. D.José Luis Messía Jiménez. En 16 de marzo de 1999 sucedió su hermana, XV. D.ª Pilar Messía Jiménez. En 13 de octubre de 2014 sucedió su hermana, | Messía y Jiménez, D.ª Ana María                                               |                                           | 13/10/2014                |                                         |
| BUSTAMANTE, Marqués de               | 27/05/1818               | Fernando VII                          |                                                               | Bustamante y Rueda, D. Ángel | En 16 de julio de 1949 por rehabilitación sucedió, II. D. Antonio Díaz de Liaño y González-Tánago. En 3 de octubre de 1980 sucedió su hijo, III. D. Antonio Díaz de Liaño y Cuenca. En 9 de diciembre de 1999 sucedió su hijo, | Díaz de Liaño y y Díaz-Rato, D. Antonio                                       |                                           | 09/12/1999                |                                         |

## C
- Marquisat de Cabanes
- Marquisat de Cabra
- Marquisat de Cáceres
- Marquisat de Cadreita
- Marquisat de Cádiz
- Marquisat de Caicedo
- Marquisat de Calanda
- Marquisat de Calderón de la Barca
- Marquisat de Camachos
- Marquisat de Camarasa
- Marquisat de Camarena la Vieja
- Marquisat de Camarines
- Marquisat de Cambil
- Marquisat de Camero-Viejo
- Marquisat de Campo Ameno
- Marquisat de Campo Fértil
- Marquisat de Campo-Franco
- Marquisat de Campo Nuevo
- Marquisat de Campo-Real
- Marquisat de Campo Redondo
- Marquisat de Campo Sagrado
- Marquisat de Campo Santo
- Marquisat du Campo de Villar
- Marquisat de Campollano
- Marquisat de Campóo
- Marquisat de Camps
- Marquisat de Canero
- Marquisat de la Candelaria de Yarayabo
- Marquisat de la Candia
- Marquisat de Canillejas
- Marquisat de Cañada Honda
- Marquisat de Cañete
- Marquisat de Capmany
- Marquisat de Caracena
- Marquisat de Cardeñosa
- Marquisat de Caro
- Marquisat du Carpio
- Marquisat de Carreras
- Marquisat de las Carreras
- Marquisat de Cartellá de Sabastida
- Marquisat de Casa Argudín
- Marquisat de Casa Bermeja
- Marquisat de Casa Boza
- Marquisat de Casa Calvo
- Marquisat de Casa Cervera
- Marquisat de Casa Concha
- Marquisat de Casa Dávila
- Marquisat de Casa Domecq
- Marquisat de Casa Enrile
- Marquisat de Casa Estrada
- Marquisat de Casa-Ferrandell
- Marquisat de Casa Fuerte
- Marquisat de Casa García del Postigo
- Marquisat de Casa Hermosa
- Marquisat de Casa-Irujo
- Marquisat de Casa Jara
- Marquisat de Casa-Jiménez
- Marquisat de Casa León
- Marquisat de Casa López
- Marquisat de Casa Núñez de Villavicencio y Jura Real
- Marquisat de Casa Oriol
- Marquisat de Casa Pacheco
- Marquisat de Casa Palacio
- Marquisat de Casa Pizarro
- Marquisat de Casa Pombo
- Marquisat de Casa-Pontejos
- Marquisat de Casa Rábago
- Marquisat de Casa Real de Córdoba
- Marquisat de Casa Tilly
- Marquisat de Casa Tremañes
- Marquisat de Casa Vargas Machuca
- Marquisat de Casa Villavicencio
- Marquisat de Casas Novas
- Marquisat de Casasola
- Marquisat de Casinas
- Marquisat del Castañar
- Marquisat de Castel-Moncayo
- Marquisat de Castel-Rodrigo
- Marquisat de Castelar
- Marquisat de Castelfuerte
- Marquisat de Castell de Torrent
- Marquisat de Castelldosrius
- Marquisat de Castellvell
- Marquisat de los Castellones
- Marquisat de Castell-Florite
- Marquisat de Castiglione de Aragón
- Marquisat de los Castillejos
- Marquisat du Castillo de San Felipe
- Marquisat de Castrillón
- Marquisat de Castrofuerte
- Marquisat de Castromonte
- Marquisat de Cavaselice
- Marquisat de Cayo del Rey
- Marquisat de Cela
- Marquisat du Cenete
- Marquisat de la Cenia
- Marquisat de Centellas
- Marquisat de Cerralbo
- Marquisat de Cervera
- Marquisat de Cerverales
- Marquisat de Chaves
- Marquisat de Chiloeches
- Marquisat de Chinchilla
- Marquisat de la Cimada
- Marquisat de Ciria
- Marquisat de Ciutadilla
- Marquisat de las Claras
- Marquisat de Claramunt
- Marquisat de Colomina
- Marquisat de Comillas
- Marquisat de la Concepción
- Marquisat de la Concordia Española del Perú
- Marquisat de Coquilla
- Marquisat de Corbera
- Marquisat de Cordellas
- Marquisat de Córdoba
- Marquisat de Coria
- Marquisat de Corpa
- Marquisat de Cortes de Graena
- Marquisat de la Coruña
- Marquisat de Coscojuela
- Marquisat de Coto Real
- Marquisat de Covarrubias de Leyva
- Marquisat de Cropani
- Marquisat de Cubas
- Marquisat de Cuéllar
- Marquisat de Cúllar de Baza

## D
- Marquisat de Daroca
- Marquisat de Dávila
- Marquisat de Del Bosque
- Marquisat de las Delicias de Tempú
- Marquisat de Denia
- Marquisat de Domecq d'Usquain
- Marquisat de Dos Aguas
- Marquisat du Dragon de San Miguel de Híjar
- Marquisat du Duero
- Marquisat de Dusay

## E
- Marquisat d'Eguaras
- Marquisat d'El Pedroso de Lara
- Marquisat d'Elche
- Marquisat d'Eliache
- Marquisat de la Eliseda
- Marquisat de la Encomienda
- Marquisat de la Ensenada
- Marquisat d'Escalona
- Marquisat d'Escombreras
- Marquisat d'Eslava
- Marquisat d'Espeja
- Marquisat de la Esperanza
- Marquisat d'Espinardo
- Marquisat d'Esquilache
- Marquisat d'Estella
- Marquisat d'Estepa
- Marquisat d'Esteva de las Delicias
- Marquisat d'Estrada

## F
- Marquisat de La Felguera
- Marquisat de Ferrera
- Marquisat de Figueroa
- Marquisat de Floresta
- Marquisat de La Florida
- Marquisat de Fontalva
- Marquisat de Foronda
- Marquisat de Francoforte
- Marquisat de las Franquezas
- Marquisat de Fregenal
- Marquisat de Fuentehermosa de Miranda
- Marquisat de Fuentehoyuelo
- Marquisat de Fuente el Sol
- Marquisat de Fuente Pelayo

## G
- Marquisat de Gallineras
- Marquisat de Galtero
- Marquisat de Gálvez
- Marquisat de la Gándara
- Marquisat de la Gándara Real
- Marquisat de Gandul
- Marquisat de Garriga
- Marquisat de Garrigues
- Marquisat de Gastañaga
- Marquisat de Gauna
- Marquisat de Gaver
- Marquisat de Gelida
- Marquisat de Gelves
- Marquisat de Generalife
- Marquisat de Gerona
- Marquisat de Gironella
- Marquisat de Góngora
- Marquisat de Gorbea
- Marquisat de Gramosa
- Marquisat de Gracia Real de Ledesma
- Marquisat de Grañina
- Marquisat de Grimaldi
- Marquisat de Griñón
- Marquisat de Guadalcanal
- Marquisat de Guadalcázar
- Marquisat de Guadalerzas
- Marquisat de Guadalest
- Marquisat de Guad-El-Jelu
- Marquisat de Guaimaro
- Marquisat de Guardia Real
- Marquisat de Guerra
- Marquisat de Guevara
- Marquisat de Guimarey
- Marquisat de Granja de Samaniego
- Marquisat de Heredia

## H
- Marquisat de la Habana
- Marquisat de Hermida
- Marquisat de Hermosilla
- Marquisat de Herrera
- Marquisat de Hervías
- Marquisat de Hoces y Tierra del Fuego
- Marquisat de las Hormazas
- Marquisat de Hoyos
- Marquisat de Huelves

## I
- Marquisat dIbarra : à ne pas confondre avec le marquisat d'Ybarra.
- Marquisat d'Ibias
- Marquisat d'Irache
- Marquisat d'Iranda
- Marquisat d'Iria Flavia
- Marquisat d'Irún
- Marquisat d'Isabela
- Marquisat d'Iscar
- Marquisat d'Ivanrey
- Marquisat d'Iznate

## J
- Marquisat de Jabalquinto
- Marquisat de Jaureguizar
- Marquisat de Jamaica
- Marquisat de Jerez de los Caballeros
- Marquisat de Jódar
- Marquisat de Julia
- Marquisat de Jura Real

## L
- Marquisat de La Cadena
- Marquisat de Laconi
- Marquisat de Lacy
- Marquisat de La Laguna
- Marquisat de Lanzarote
- Marquisat de la Lapilla
- Marquisat de Larios
- Marquisat de Laserna
- Marquisat de la Lealtad
- Marquisat de Lede
- Marquisat de Leganés
- Marquisat de Leyva
- Marquisat de Linares
- Marquisat de los Llamos
- Marquisat de Loreto
- Marquisat de Lozoya
- Marquisat de Lugros
- Marquisat de Llupia

## M
- Marquisat de Maenza
- Marquisat de Magaz
- Marquisat de Malferit
- Marquisat de Mancera
- Marquisat de Manzanedo
- Marquisat de las Marismas del Guadalquivir
- Marquisat de Marañón
- Marquisat de Mariño
- Marquisat de Martínez de Campos
- Marquisat de Matallana
- Marquisat de Matonte
- Marquisat de Melgarejo de los Infantes
- Marquisat de Melín
- Marquisat de Mercader
- Marquisat de Méritos
- Marquisat de Merry del Val
- Marquisat de Miana
- Marquisat de la Mina
- Marquisat de Mijares
- Marquisat de Mirabal
- Marquisat de Miraflores de los Ángeles
- Marquisat de Mirallo
- Marquisat de Miralrío
- Marquisat de Miranda
- Marquisat de Miranda de Ebro
- Marquisat de Miravalles
- Marquisat de Mochales
- Marquisat de Molins
- Marquisat de la Mota
- Marquisat de Mondéjar
- Marquisat de Monesterio
- Marquisat de Monistrol de Noya
- Marquisat de Monreal
- Marquisat de Monsolís
- Marquisat de Montalbán
- Marquisat de Monte Real
- Marquisat de Monteagudo
- Marquisat de Montealegre
- Marquisat de Montealegre de Aulestia
- Marquisat de Montecastro y Llanahermosa
- Marquisat de Montemayor
- Marquisat de Montemira
- Marquisat de Montemolín
- Marquisat de Monterrico
- Marquisat de Montesa
- Marquisat de Montesclaros
- Marquisat de Montoro
- Marquisat de Montsalud
- Marquisat de Moragas
- Marquisat de Mos
- Marquisat du Moscoso
- Marquisat de Moya
- Marquisat de Mozobamba del Pozo
- Marquisat de Mudela
- Marquisat de Mulhacén
- Marquisat de Mura

## N
- Marquisat de Nájera
- Marquisat de Navamorcuende
- Marquisat de Narros
- Marquisat de Navarrés
- Marquisat de Neily
- Marquisat du Nervión
- Marquisat de las Nieves
- Marquisat de Novaliches
- Marquisat de Núñez

## O
- Marquisat d'Olivara (titre de la République de Saint-Marin dont l'usage a été autorisé en Espagne)
- Marquisat d'Olivart
- Marquisat d'Oquendo
- Marquisat d'Oraní
- Marquisat d'Ordoño
- Marquisat d'Oreja
- Marquisat d'Orellana
- Marquisat d'Orís
- Marquisat d'Oró
- Marquisat d'Oropesa
- Marquisat d'Oroquieta
- Marquisat d'Osera
- Marquisat de O'Shea
- Marquisat d'Otero
- Marquisat d'Ovieco

## P
- Marquisat de Pacheco
- Marquisat de Pallars Sobirà
- Marquisat de Las Palmas
- Marquisat de los Palacios
- Marquisat de Parabere
- Marquisat de Paradas
- Marquisat de Paredes
- Marquisat de Pascual-Bofill
- Marquisat de Patiño
- Marquisat de Paul
- Marquisat de la Peña de los Enamorados
- Marquisat de Peñaflor
- Marquisat de Peñacerrada
- Marquisat de Peñafuente
- Marquisat de Peñalba
- Marquisat de Peñalva
- Marquisat de Peñaplata
- Marquisat de Perales del Río
- Marquisat de Peramán
- Marquisat de Perinat
- Marquisat de Pescara
- Marquisat de la Pezuela
- Marquisat de la Pica
- Marquisat de Piedra Blanca de Guana
- Marquisat de Pinares
- Marquisat de Polavieja
- Marquisat de Pontedeume
- Marquisat de Pontejos
- Marquisat de Portago
- Marquisat de Portugalete
- Marquisat de Pozo Rubio
- Marquisat de Pozoblanco
- Marquisat de Priego de Córdoba
- Marquisat de Púbol
- Marquisat de Puebla de Cazalla
- Marquisat de Puebla de los Infantes
- Marquisat de Puebla de Parga
- Marquisat de Puebla de Rocamora
- Marquisat de Puebla de Valverde
- Marquisat de la Puente
- Marquisat de la Puente y Sotomayor
- Marquisat de Puente de la Virgen
- Marquisat del Puerto
- Marquisat de Puerto Nuevo
- Marquisat de Puerto-Seguro
- Marquisat de Punta Callao
- Marquisat de Puerto Seguro

## Q
- Marquisat de la Quadra
- Marquisat de Queipo de Llano
- Marquisat de Quinta Roja
- Marquisat de Quintana de las Torres
- Marquisat de Quintanar
- Marquisat de Quirós

## R
- Marquisat de Rafal
- Marquisat de Rambla
- Marquisat de Ramón y Cajal
- Marquisat du Real Socorro
- Marquisat du Real Tesoro
- Marquisat de la Regalía
- Marquisat de Reinosa
- Marquisat de Retortillo
- Marquisat de Revilla
- Marquisat de la Ría de Ribadeo
- Marquisat de la Ribera del Sella
- Marquisat de las Riberas de Boconó y Masparro
- Marquisat du Rif
- Marquisat del Rincón de San Ildefonso
- Marquisat de Riscal
- Marquisat de Rivascacho
- Marquisat de Robledo de Chavela
- Marquisat de Rocafuerte
- Marquisat de Rodil
- Marquisat de la Romana
- Marquisat du Romeral
- Marquisat de Roncali
- Marquisat de la Rosa
- Marquisat de Rubalcava

## S
- Marquisat de Salamanca
- Marquisat du Salar
- Marquisat de Salinas
- Marquisat de las Salinas
- Marquisat de Salinas del Río Pisuerga
- Marquisat de Saliquet
- Marquisat de la Salud
- Marquisat de Salvatierra
- Marquisat de Salvatierra de Peralta
- Marquisat de Samaranch
- Marquisat de San Adrián
- Marquisat de San Andrés
- Marquisat de San Antonio
- Marquisat de San Cristóbal
- Marquisat de San Dano
- Marquisat de San Dionís
- Marquisat de San Felices
- Marquisat de San Felipe y Santiago
- Marquisat de San Fernando
- Marquisat de San Juan de Buenavista
- Marquisat de San Juan de Nieva
- Marquisat de San Juan de Piedras Albas
- Marquisat de San Juan de Puerto Rico
- Marquisat de San Juan de Rivera
- Marquisat de San Leonardo
- Marquisat de San Leonardo de Yagüe
- Marquisat de San Lorenzo del Valleumbroso
- Marquisat de San Nicolás
- Marquisat de San Nicolás de Noras
- Marquisat de San Saturnino
- Marquisat de San Vicente
- Marquisat de San Vicente del Barco
- Marquisat de Santa Cristina
- Marquisat de Santa Cruz de Marcenado
- Marquisat de Santa Cruz de Mudela
- Marquisat de Santa Cruz de Paniagua
- Marquisat de Santa Ilduara
- Marquisat de Santa Lucía de Conchán
- Marquisat de Santa María de Silvela
- Marquisat de Santa María de la Almudena
- Marquisat de Santa María del Villar
- Marquisat de Santa Marina
- Marquisat de Santa Marta
- Marquisat de Santiago
- Marquisat de Santiago de Oropesa
- Marquisat de Santillana
- Marquisat de Santo Floro
- Marquisat de Santurce
- Marquisat de Sargadelos
- Marquisat de Sarria
- Marquisat de Selva Alegre
- Marquisat de Sentmenat
- Marquisat de Serdañola
- Marquisat de la Sierra
- Marquisat de Sierra Bullones
- Marquisat de Sierra Nevada
- Marquisat de Siete Iglesias
- Marquisat de Silvela
- Marquisat de Sobremonte
- Marquisat de Sobroso
- Marquisat du Socorro
- Marquisat de los Soidos
- Marquisat de la Solana
- Marquisat de Solas
- Marquisat de Somosánchez
- Marquisat de Somosierra
- Marquisat de Sot
- Marquisat de Sotoflorido
- Marquisat de Sotomayor
- Marquisat de Spínola
- Marquisat de Suanzes

## T
- Marquisat de las Taironas
- Marquisat de Tamarit
- Marquisat de Tarazona
- Marquisat de Tarradellas
- Marquisat de Tápies
- Marquisat de Távara
- Marquisat de Tenebrón
- Marquisat de Tenerife
- Marquisat de Torralba
- Marquisat de la Torre de Carrús
- Marquisat de la Torre de Esteban Hambrán
- Marquisat de Torremayor
- Marquisat de Torrenueva
- Marquisat de Tolosa
- Marquisat de Torneros
- Marquisat du Toro
- Marquisat de Torrebermeja
- Marquisat de Torreblanca
- Marquisat de Torre-Blanca
- Marquisat de Torre Campo
- Marquisat de Torre de las Sirgadas
- Marquisat de Torrecilla
- Marquisat de Torre Hermosa
- Marquisat de Torrelaguna
- Marquisat de Torrelavega
- Marquisat de Torre-Manzanal
- Marquisat de Torre Milanos
- Marquisat de Torre Tagle
- Marquisat de Torre de Soto
- Marquisat de Torres de Mendoza
- Marquisat de las Torres de Rada
- Marquisat de Torresoto
- Marquisat de Torroja
- Marquisat del Trebolar
- Marquisat de Triano
- Marquisat du Turia

## U
- Marquisat d'Ugena
- Marquesado d'Ugena de la Lastra
- Marquesado d'Unza del Valle
- Marquisat d'Ureña
- Marquisat d'Urquijo
- Marquisat d'Ustáriz

## V
- Marquisat de Valbuena
- Marquisat de Valdecañas
- Marquisat de Valdecarzana
- Marquisat de Valdesevilla
- Marquisat du Vadillo
- Marquisat del Vado
- Marquisat de Valcerrada
- Marquisat de la Valdavia
- Marquisat de Valdespina
- Marquisat de Valdefuentes
- Marquisat de Valdegamas
- Marquisat de Valdegema
- Marquisat de Valdehoyos
- Marquisat de Valdelirios
- Marquisat de Valdelomar
- Marquisat de Valdeloro
- Marquisat de Valdeolivo
- Marquisat de Valdeolmos
- Marquisat de Valderas
- Marquisat de Valderrábano
- Marquisat de Valdeterrazo
- Marquisat de Valdetorres
- Marquisat de Valdunquillo
- Marquisat de Valenzuela
- Marquisat de Valero
- Marquisat de Valero de Urría
- Marquisat de Valparaíso
- Marquisat de Valle Cerrato
- Marquisat de la Vallée d'Oaxaca
- Marquisat del Valle de la Reina
- Marquisat del Valle de Rivas
- Marquisat del Valle de Santiago
- Marquisat del Valle de Tena
- Marquisat del Valle del Toxo
- Marquisat de Vallehermoso
- Marquisat de Valterra
- Marquisat de Valtierra
- Marquisat de Valverde
- Marquisat de Valverde de la Sierra
- Marquisat de Varela de San Fernando
- Marquisat de Vargas
- Marquisat de Vargas Llosa
- Marquisat del Vasto
- Marquisat de la Vega
- Marquisat de Velada
- Marquisat de Velasco
- Marquisat de los Vélez
- Marquisat de Vellisca
- Marquisat de Viana
- Marquisat de Viance
- Marquisat de Viesca de la Sierra
- Marquisat de Vigón
- Marquisat de Vilanant
- Marquisat de Villa-Alcázar
- Marquisat de Villablanca
- Marquisat de Villacastel de Carrias
- Marquisat de la Villa de Pesadilla
- Marquisat de Villadarias
- Marquisat de Villa Alegre de Castilla
- Marquisat de Villa de San Andrés
- Marquisat de Villafranca del Bierzo
- Marquisat de Villafranca del Pitamo
- Marquisat de Villafuerte 1680 (Molina)
- Marquisat de Villafuerte 1683 (Urdanegui)
- Marquisat de Villafuerte 1707 (Madariaga)
- Marquisat de Villagarcía
- Marquisat de Villagodio
- Marquisat de Villagracia
- Marquisat de Villahermosa
- Marquisat de Villahermosa de Alfaro
- Marquisat de Villalba 1567 (Suarez de Figueroa)
- Marquisat de Villalba 1662 (Villanueva)
- Marquisat de Villalba de los Llanos
- Marquisat de Villalobar
- Marquisat de Villalópez
- Marquisat de Villalta
- Marquisat de Villamagna
- Marquisat de Villamanrique
- Marquisat de Villamantilla
- Marquisat de Villamantilla de Perales
- Marquisat de Villamarta-Dávila
- Marquisat de Villamayor
- Marquisat de Villamayor de las Ibernias
- Marquisat de Villamayor de Santiago
- Marquisat de Villamediana
- Marquisat de Villamejor
- Marquisat de Villamizar
- Marquisat de Villanueva del Castillo
- Marquisat de Villanueva del Duero
- Marquisat de Villanueva del Fresno
- Marquisat de Villanueva del Prado
- Marquisat de Villanueva del Río
- Marquisat de Villanueva de la Sagra
- Marquisat de Villanueva de las Torres
- Marquisat de Villanueva de Valdueza
- Marquisat de Villanueva y Geltrú
- Marquisat de Villapanés
- Marquisat de Villapuente de la Peña
- Marquisat du Villar
- Marquisat de Villar del Águila
- Marquisat du Villar de Grajanejos
- Marquisat de Villar del Tajo
- Marquisat de Villar Mir
- Marquisat de Villarias
- Marquisat de Villarreal
- Marquisat de Villareal de Álava
- Marquisat de Villareal de Burriel
- Marquisat de Villarrica de Salcedo
- Marquisat de Villarrubia de Langre
- Marquisat de Villaseca
- Marquisat de Villasidro
- Marquisat de Villasierra
- Marquisat de Villasinda
- Marquisat de Villasor
- Marquisat de Villatorcas
- Marquisat de Villatorre
- Marquisat de Villatoya
- Marquisat de Villaurrutia
- Marquisat de Villavelviestre
- Marquisat de Villaverde
- Marquisat de Villaverde de Aguayo
- Marquisat de Villaverde de Limia
- Marquisat de Villaverde de San Isidro
- Marquisat de Villaviciosa
- Marquisat de Villaviciosa de Asturias
- Marquisat de Villavieja
- Marquisat de Villaytre
- Marquisat de Villel
- Marquisat de Villena
- Marquisat de Villora
- Marquisat de Villores
- Marquisat de Villota
- Marquisat de la Vilueña
- Marquisat de Viluma
- Marquisat de Vinent
- Marquisat del Viso
- Marquisat de Vista Alegre
- Marquisat de Vistabella
- Marquisat de Vivanco
- Marquisat de Vivel
- Marquisat de Vivola
- Marquisat de Vivot

## X
- Marquisat de Ximénez de Tejada

## Y
- Marquisat d'Yanduri
- Marquisat d'Ybarra : à ne pas confondre avec le marquisat d'Ibarra.
- Marquisat d'Yurreta y Gamboa

## Z
- Marquisat de Zabalegui
- Marquisat de Zafra
- Marquisat de Zahara
- Marquisat de Zambrano
- Marquisat du Zarco
- Marquisat de Zarreal
- Marquisat de Zarza Real de Veas
- Marquisat de Zelada de la Fuente
- Marquisat de Zendrera
- Marquisat de Zornoza
- Marquisat de Zugasti
- Marquisat de Zurgena
- Marquisat de Zuya